# Zabeltitz
Zabeltitz ist ein Straßendorf in der Großen Kreisstadt Großenhain mit knapp 1000 Einwohnern an der Nordgrenze des Landkreises Meißen in Sachsen. Es erlangte überregionale Bekanntheit durch seine Schloss- und Parkanlagen aus der Renaissance und dem Barock.

## Geografie

### Geografische Lage und Naturraum

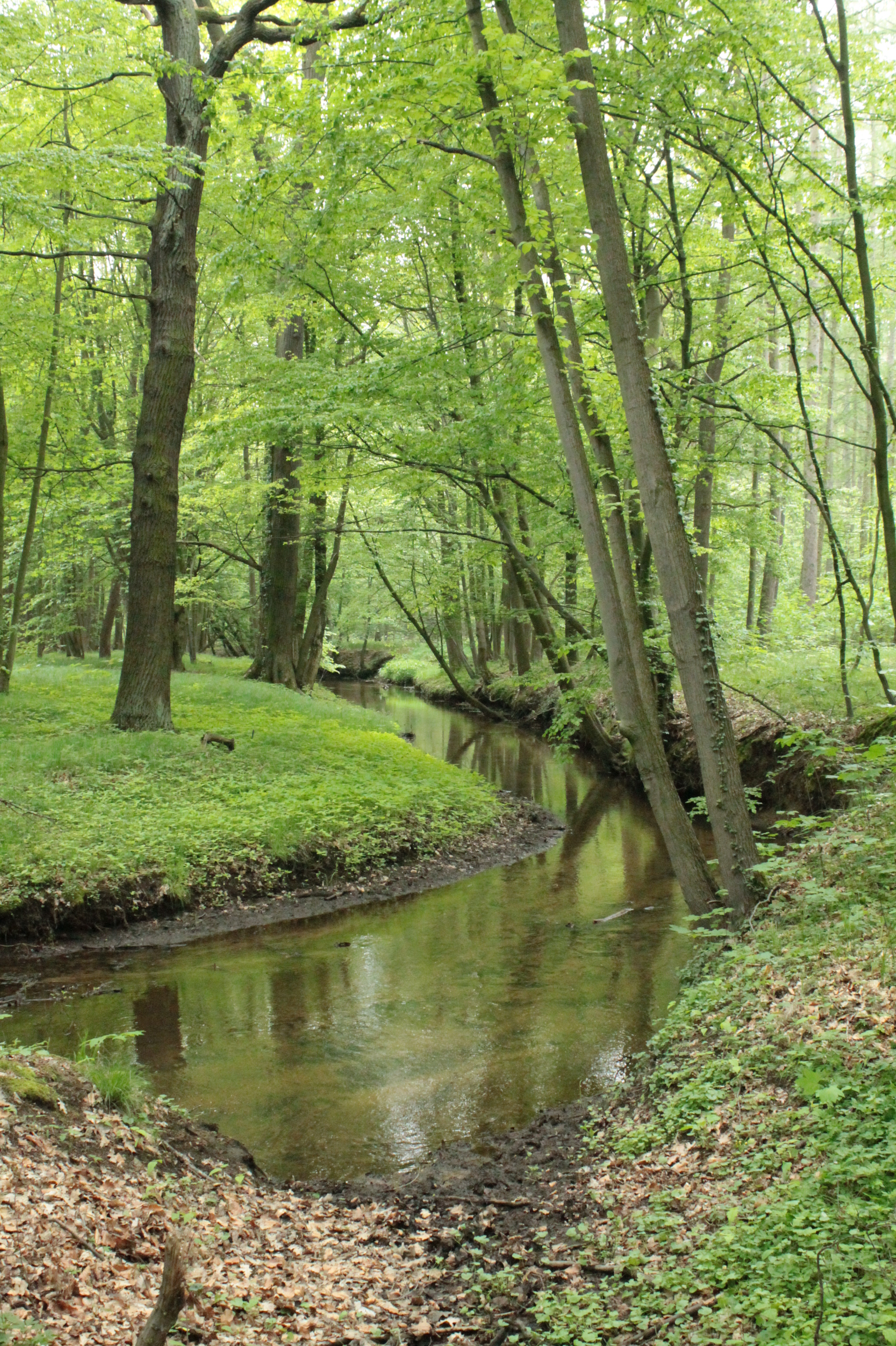
Röderauwald Zabeltitz

Zabeltitz liegt etwa neun Kilometer nördlich von Großenhain an der Großen Röder in der Großenhainer Pflege. Umgeben wird es von den Naturschutzgebieten Röderauwald Zabeltitz und Elligastwiesen. Direkte Nachbarorte sind Treugeböhla, Stroga, Nasseböhla, Walda und Görzig.

Zabeltitzer Kiesel
Im 18. Jahrhundert fand man in der Nähe von Zabeltitz Bergkristalle, die so genannten Zabeltitzer Kiesel oder Zabeltitzer Diamanten. Heute findet man sie kaum noch.

### Klima
Zabeltitz liegt mit seinem humiden Klima in der kühl-gemäßigten Klimazone, jedoch ist ein Übergang zum Kontinentalklima spürbar.
Die nächsten Wetterstationen befinden sich in Doberlug-Kirchhain, Torgau, Oschatz und Dresden.

## Geschichte

### Ortsname

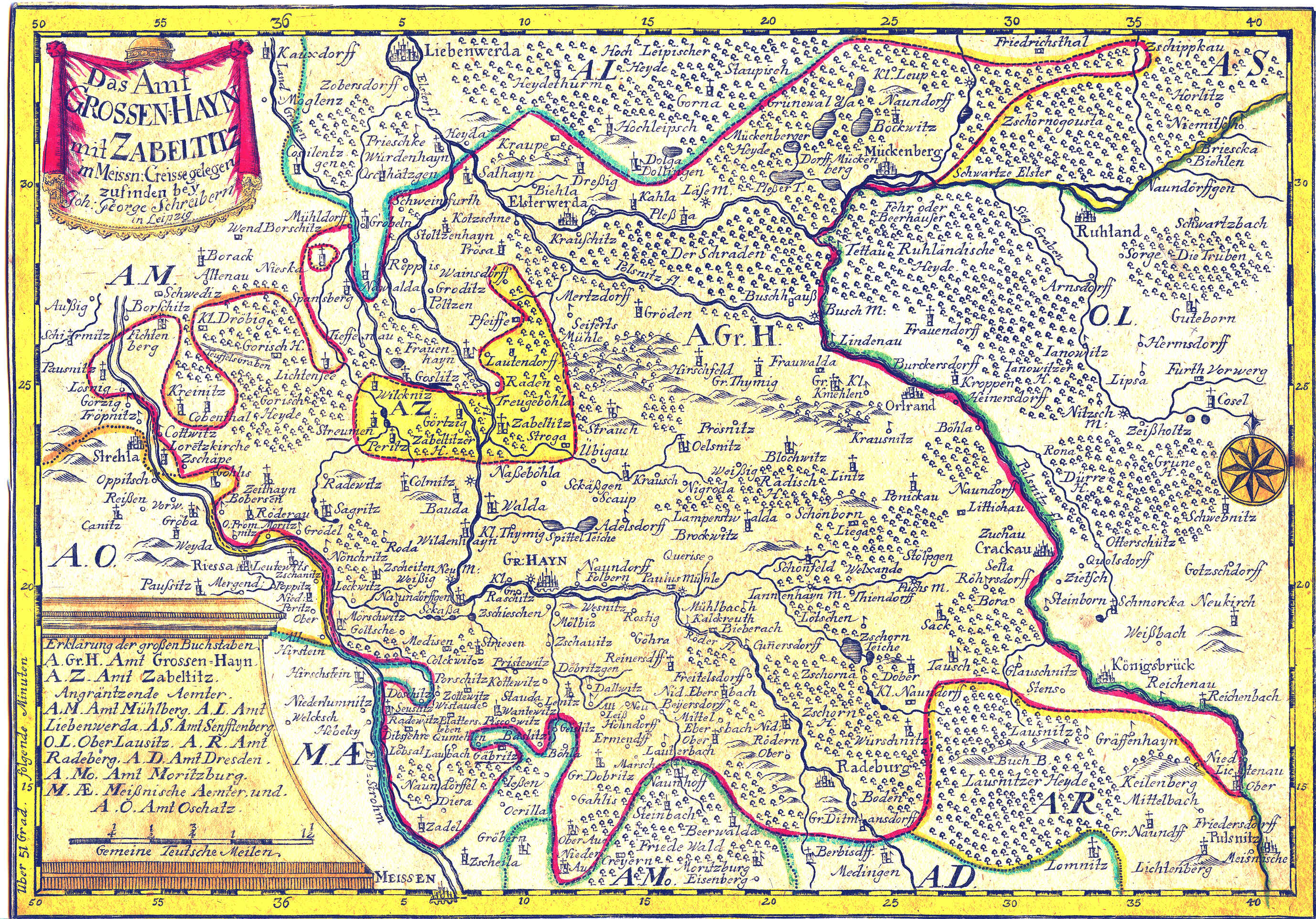
Amt Hayn mit Amt Zabeltitz um 1752

Der Name „Zablatwitz“ kommt aus dem Altsorbischen. Er setzt sich aus „za“ (hinter) und „blato“ (Sumpf) zusammen und bedeutet demnach so viel wie „die hinter dem Sumpf“, wobei mit jenem Sumpf die Elligastniederung gemeint ist. Im Laufe der Geschichte änderte sich der Ortsname von Zabeltitz mehrfach.
- 1207: Zablatwitz
- 1210: Zabulotiz
- 1288: Zabeltiz
- 1350: Zcabilticz
- 1368: Czabelticz
- 1370: Sabelticz, Zchabilticz
- 1373: Zabiltitz
- 1381: Zcabilwicz
- 1396: Sabelticz
- 1401: Czabelticz
- 1407: Czobelticz
- 1485: Zcabeltitz
- 1519: Zcabiltitz
- 1540: Zabeltitz

### Ortsgeschichte

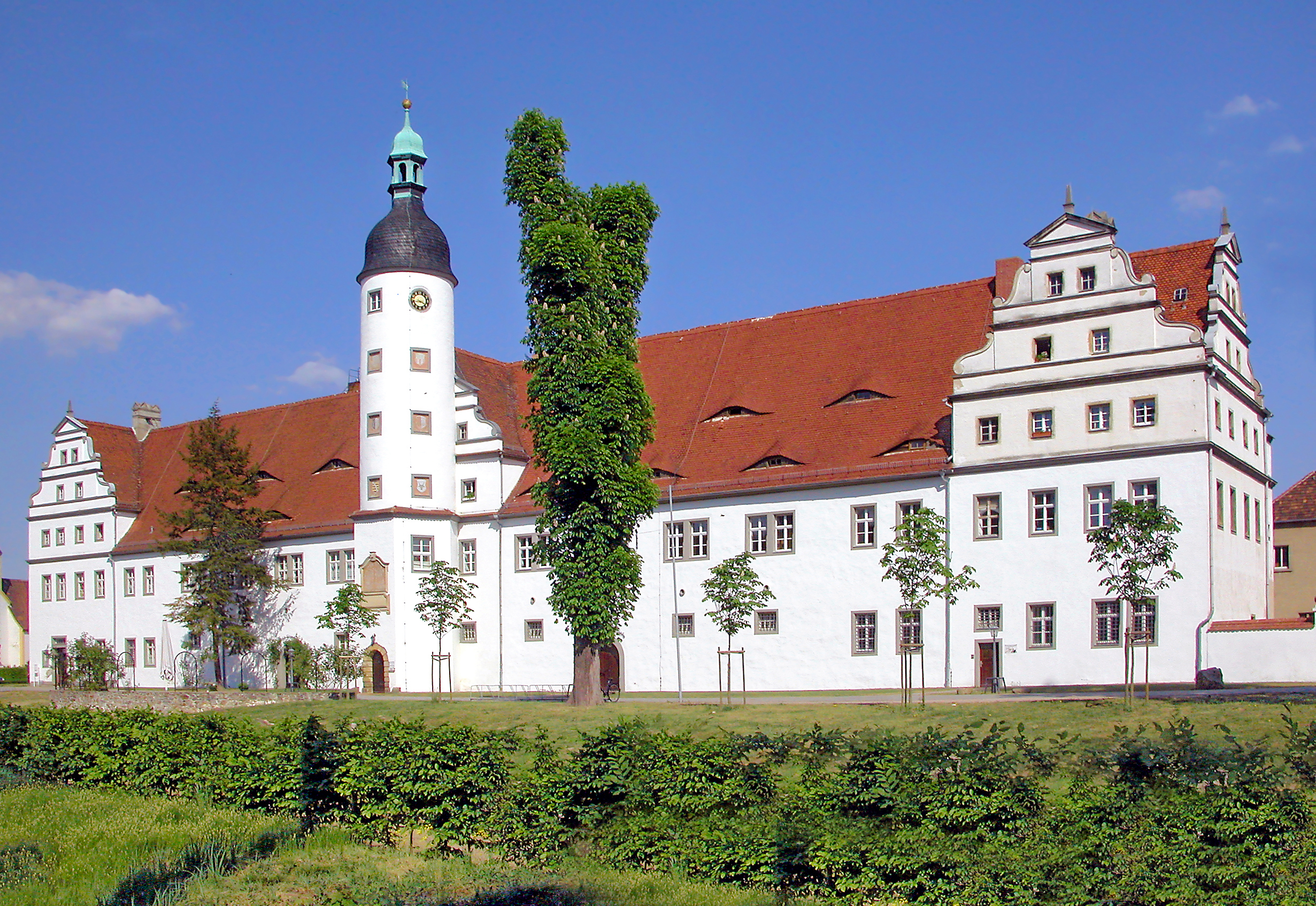
Altes Schloss Zabeltitz (2007)

Am 12. April 1207 wurde Heinricus von Zablatwitz urkundlich erwähnt, womit indirekt auch die Existenz Zabeltitzes bewiesen war. Im Mittelalter stand auf dem Gebiet von Zabeltitz eine Wasserburg, welche eine alte Salzstraße zwischen Halle (Saale) und Polen, an der Zabeltitz lag, schützte. Sie wurde wahrscheinlich von der Familie von Zabeltitz gegründet. 1324 wurde die Familie von Köckeritz mit Zabeltitz belehnt, womit Zabeltitz auch als Ort urkundlich erwähnt wurde. Ab 1397 war die Familie von Pflugk für rund 200 Jahre Besitzer von Zabeltitz. Um 1565 wurde die alte Wasserburg unter Nickel Pflugk zu einem Wohnschloss im Renaissancestil umgestaltet. 1580 begann Pflugk mit dem Bau der heutigen St.-Georgen-Kirche.
Aufgrund der hohen Verschuldung durch den Bau wurde Zabeltitz 1588 für 80.000 Gulden an Christian I. verkauft, der Zabeltitz zu seinem Jagdsitz umbauen wollte. Dazu richtete er das Wohnschloss neu ein, für die Unterbringung seiner Gäste mit Gefolge und deren Pferde war es jedoch zu klein, weswegen er 1588 den Bau des Alten Schlosses veranlasste. Nach seinem Tod erhielt Christian II. Zabeltitz. Unter ihm wurde 1598 der Bau abgeschlossen.
Während des Dreißigjährigen Kriegs wurde Zabeltitz 1637 von den Schweden geplündert und verwüstet. Trotzdem hielt Kurfürst Johann Georg II. mit seinem Gefolge 1657 und 1659 Jagdlager in Zabeltitz ab.

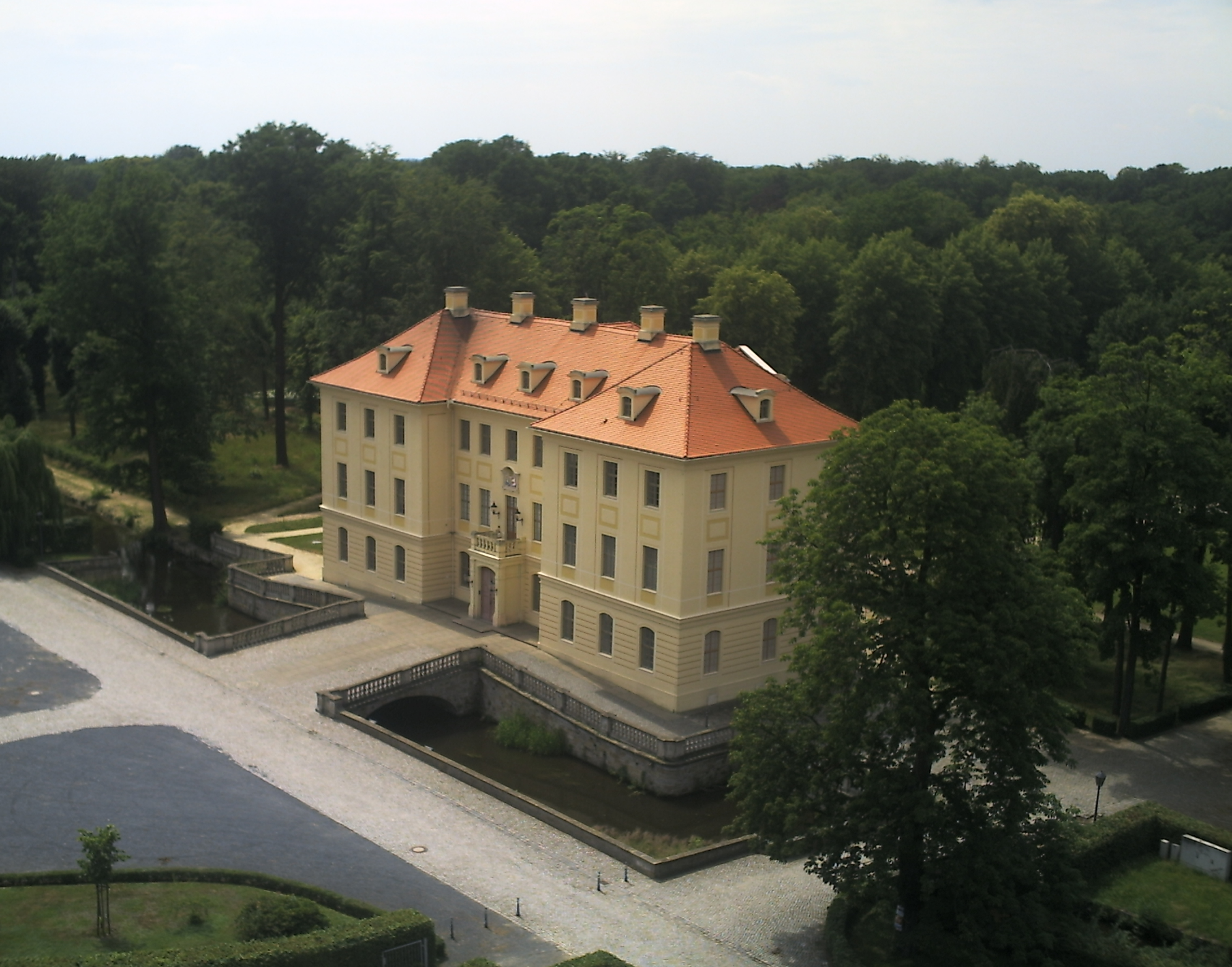
Palais Zabeltitz

Ab 1699 wurde das Rittergut Zabeltitz verpachtet, während das Schloss stets den Kurfürsten vorbehalten blieb. Später gehörte es zum Wittum der verwitweten Kurfürstin Anna Sophie, Mutter Augusts des Starken, die jedoch auf Schloss Lichtenburg lebte, bis sie 1717 starb. Da die Pächter oft den Pachtzins nicht zahlten und 1727 infolge einer Missernte fünf Dörfer die Steuern nicht aufbringen konnten, versuchte August der Starke den unrentablen Besitz so schnell wie möglich loszuwerden. Er hatte schon 1717 seinem Weggefährten, dem Generalfeldmarschall Graf August Christoph von Wackerbarth, ein Rittergut versprochen. Jetzt bot sich die Gelegenheit, Zabeltitz zu verschenken, da bereits der geplante Tausch von Zabeltitz gegen Pillnitz mit der Gräfin Cosel an deren Weigerung gescheitert war. Am 16. Februar 1728 erhielt Wackerbarth das Rittergut Zabeltitz im Tausch gegen zwei Dresdner Häuser mit Mobiliar, die der König ihm kurzfristig übereignet hatte, da im Monat zuvor Wackerbarths Dresdner Amts- und Wohnsitz, das Gouvernementshaus, bis auf die Grundmauern niedergebrannt war. Wackerbarth errichtete an der Stelle des Pflugkschen Renaissanceschlosses von 1728 bis 1730 das heutige Palais und legte den Barockgarten an. Nachdem er 1734 gestorben und in der Zabeltitzer Kirche bestattet worden war, erbte sein Stief- und Adoptivsohn Graf Joseph Anton Gabaleon von Wackerbarth-Salmour seine sämtlichen Besitzungen. Während er Schloss Wackerbarth's Ruh in Radebeul selbst nutzte, verkaufte er das heutige Kurländer Palais und schenkte Zabeltitz seinem im Piemont aufgewachsenen Neffen Giuseppe Antonio Gabaleone, Conte di Salmour, zur Hochzeit mit Gräfin Helena Isabella Lubieńska. Nach dessen Tod 1759 verwaltete die Gräfin Salmour es für ihre noch unmündigen Kinder. Sie lebte in Prag als Hofdame einer Schwester des Kaisers Joseph II., der auf einer Reise in Zabeltitz Besuch machte. Sie galt als recht fromm und sittenstreng: Giacomo Casanova (1725–1798) beklagte sich in seinen Memoiren „Histoire de ma vie“, sie habe dafür gesorgt, dass er aus Wien ausgewiesen wurde. Auf Wunsch des Prinzen Xaver von Sachsen, des zeitweiligen Regenten des Kurfürstentums, verkaufte sie 1769 Zabeltitz an die von ihm geführten Wettiner. Im Gegenzug erwarb sie die Güter Schloss Kittlitz und Schloss Unwürde bei Löbau. Prinz Xaver legte den Inselteich und die Wildnis im Barockgarten an und lebte bis zu seinem Tod 1806 im Palais.

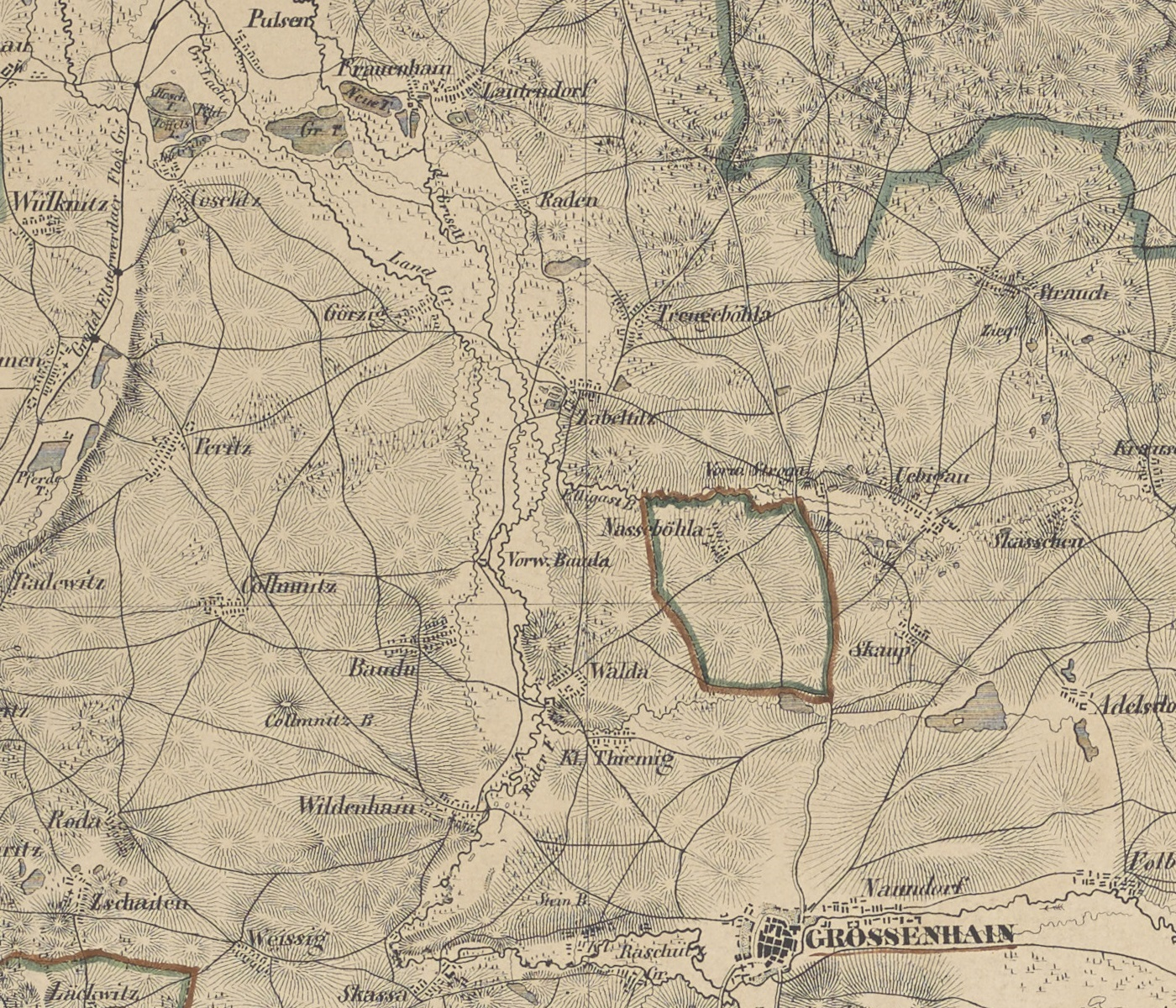
Karte von Zabeltitz und Umgebung, 1834

1808 wurde der Ort von einem Großbrand verwüstet. Nur die Kirche, das Alte Schloss und das Palais blieben unversehrt. Der Schulbetrieb wurde danach vorerst in der Kirche abgehalten. Bei dem Brand ging ein Großteil der Urkunden und Akten zur Zabeltitzer Dorf- und Kirchengeschichte verloren.
Anschließend wechselten die Besitzer. 1817 erwarb der Kammerherr Friedrich Freiherr von Weissenbach Zabeltitz, nachdem er 1813 die Enkelin des Prinzen Xaver, Maria Charlotta Xaveria, geheiratet hatte. Nach seinem Tod 1852 vererbte er Zabeltitz an seinen Sohn Anton Sigismund, welcher 1861 das große Steinkreuz auf dem Friedhof stiftete.
Ab 1875 kam es durch den Eisenbahnanschluss zu einem wirtschaftlichen Aufschwung.

Karte von Zabeltitz und Umgebung, 1910

1889 erwarb der Kammerherr Arnold Woldemar von Frege-Weltzien Zabeltitz, der den Besitz vor dem drohenden Verfall rettete. Er erneuerte 1897 die Kirche und ließ 1898 verschiedene Umbauten im Palais vornehmen. Das Wappen auf der Hofseite erinnert an ihn. 1912 besuchte Sachsens letzter König, Friedrich August III., Zabeltitz. Der damalige Bürgermeister Hirschnitz hatte vor diesem Besuch eine Audienz beim König und als dieser fragte, wo denn „Zabeltitz“ liege, antwortete Hirschnitz: „Was, das kennen sie nicht? Das ist doch die Krone von Deutschland!“. Als Frege-Weltzin am 22. Oktober 1916 starb, vererbte er Zabeltitz an seine Tochter Elisabeth Jay mit ihrem Mann Rudolf Jay. Sie ließen 1919 Zabeltitz an das Stromnetz anschließen. Nach dem Tod der Jay 1932 wurde die Gutsanlage geteilt. Christoph Rudolf Arnold Jay erhielt das Palais und der Kommerzienrat Paul Habich das Alte Schloss. 1936 besuchte Hermann Göring Großenhain und bei dieser Gelegenheit auch Zabeltitz. 1945 erfolgte die Enteignung der Besitzerfamilien. In Folge der sogenannten Bodenreform nach 1945 wurden auch die zur Herrschaft Zabeltitz gehörenden Äcker, Wiesen und einige Waldflächen an „Neubauern“ vergeben. Im Jahr 1950 wurde der bis dahin zu Zabeltitz gehörende Ortsteil Stroga nach Nasseböhla umgegliedert.
Im Sommer 1958 überschwemmte die Röder Zabeltitz von Westen kommend. Auch die Geißlitz konnte die Wassermassen nicht zurückhalten.
Am 1. Januar 1973 wurde Zabeltitz mit Treugeböhla zu Zabeltitz-Treugeböhla vereinigt, wodurch Zabeltitz keine eigene Ortschaft mehr war. Am 1. März 1994 erfolgte der Zusammenschluss der bis dahin selbstständigen Gemeinden Zabeltitz-Treugeböhla, Görzig, Nasseböhla (mit Stroga), Skäßchen (mit Krauschütz, Skaup, Uebigau) und Strauch zur Gemeinde Zabeltitz, welche am 1. Januar 2010 nach einem Bürgerentscheid nach Großenhain eingemeindet wurde. Seitdem gilt Zabeltitz wieder als eigene Ortschaft.

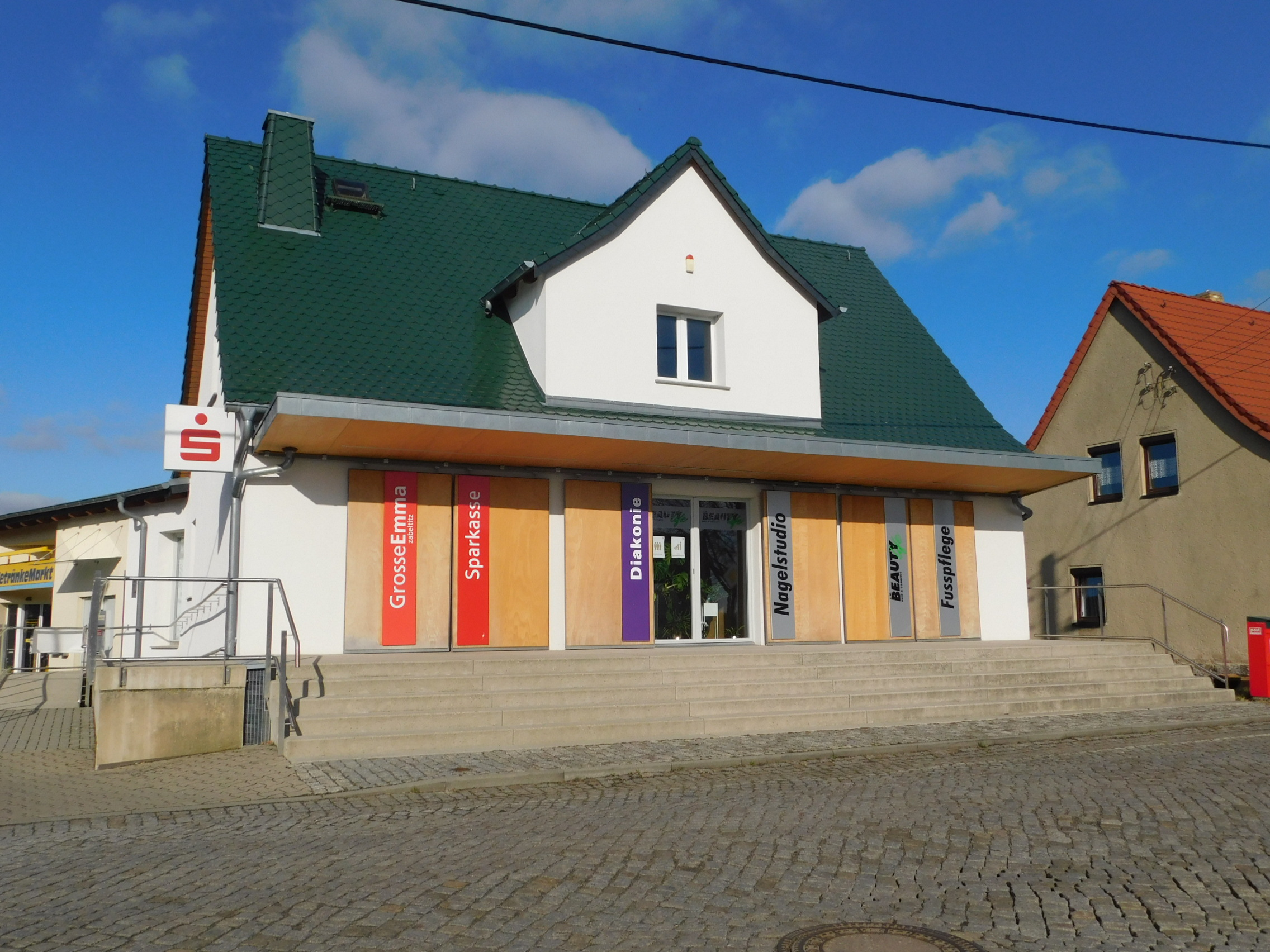
Große Emma Zabeltitz

Zabeltitz ist seit 2012 Modell-Ort des als „Große Emma“ bezeichneten Modellprojektes zur Sicherung einer nachhaltigen Versorgung im dörflichen Raum, unter der Konzeption des Ostdeutschen Sparkassenverbandes (OSV) und in Zusammenarbeit mit der Sparkasse Meißen realisiert. Hierbei handelt es sich um eine Weiterentwicklung des nachbarschaftlichen Tante-Emma-Ladens als lokales Versorgungs- und Kommunikationszentrum. Grundgedanke ist es, lokalen Service-Anbietern vor Ort zeitlich flexibel Räume und Teile der Ausstattung nutzen. Dies ermöglicht allen Beteiligten, Betriebskosten zu senken und gleichzeitig die Kundenfrequenz zu erhöhen.
In den Jahren 2020 und 2021 wurden im gesamten Ortsgebiet Glasfaserleitungen verlegt. Im Zuge dessen wurde auch die Kopfsteinpflasterstraße aus den 1990er Jahren von der Ortsmitte zum Bahnhof von Grund auf erneuert.

## Kultur und Sehenswürdigkeiten

### Bauwerke und Parks

#### Altes Schloss

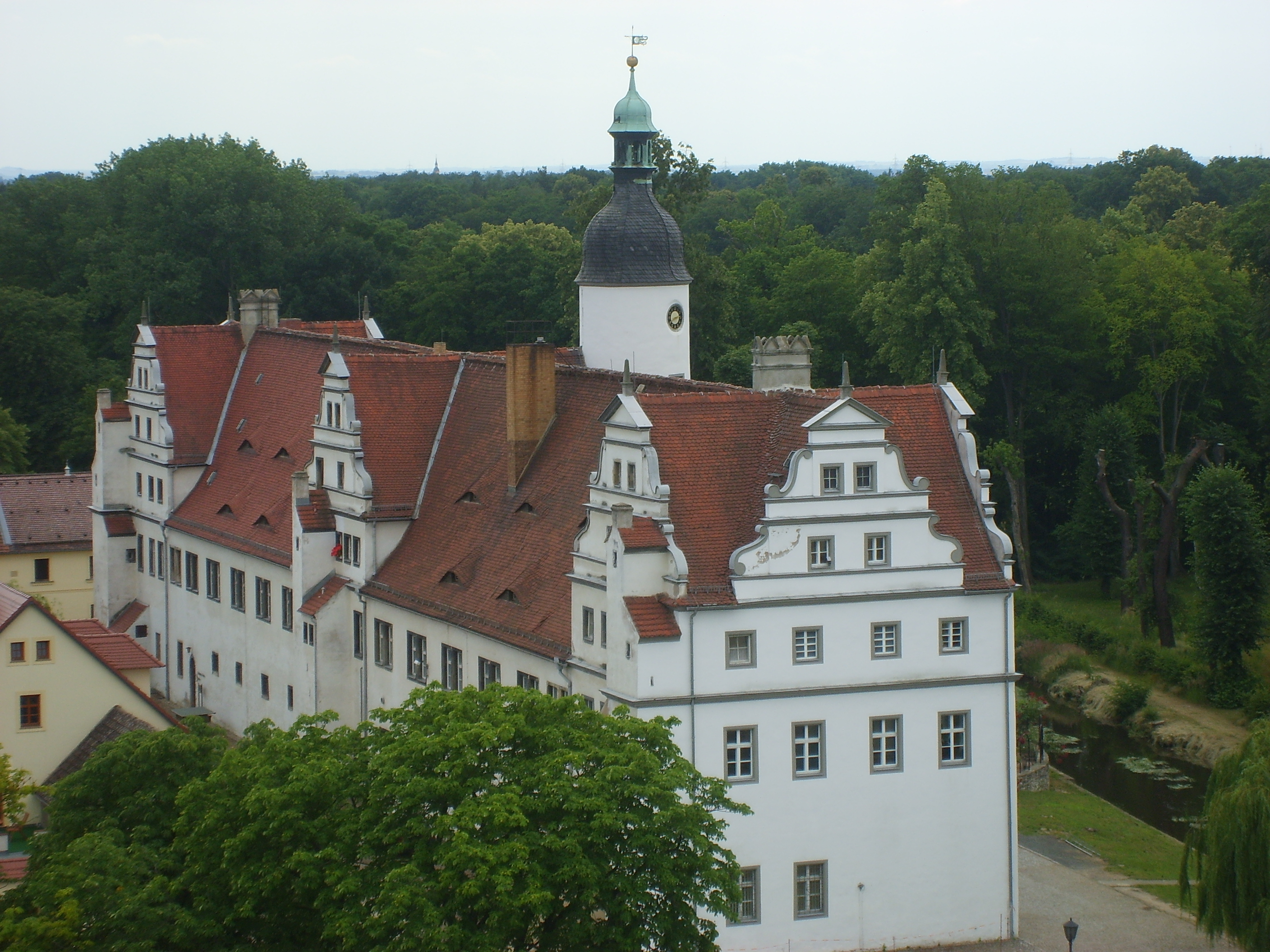
Altes Schloss Zabeltitz fotografiert von der Kirche; rechts die Große Röder, dahinter der Barockgarten

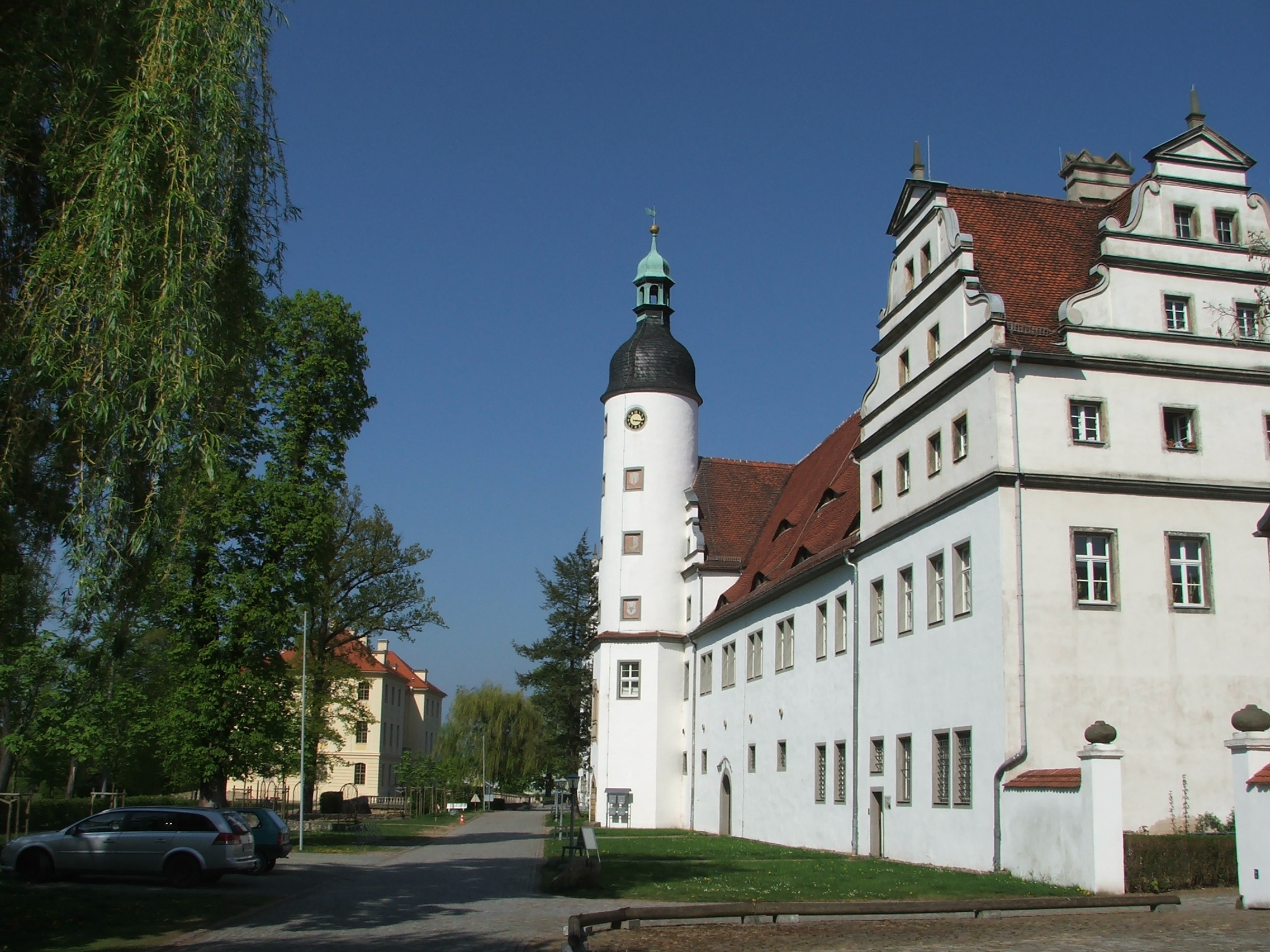
Blick am Alten Schloss vorbei zum Palais

Das Alte Schloss liegt fast parallel zur Großen Röder gegenüber dem Barockgarten. Die Adresse lautet Am Park 2.
Es besteht aus zwei durchgezogenen Etagen, wobei jedoch das Satteldach bis auf die Giebel nicht ausgebaut ist. Nur die Kopfseiten und der Mittelteil des Gebäudes erhielten durch je drei bzw. zwei Renaissancegiebel drei weitere Geschosse. Vor dem mittleren Giebel auf der Parkseite steht der Treppenturm. Er wurde bis zum Dach aus drei Seiten eines Sechsecks gebaut und darüber als Zylinder. Abgeschlossen wird er von einer doppelten Haube mit dazwischen liegender Laterne.

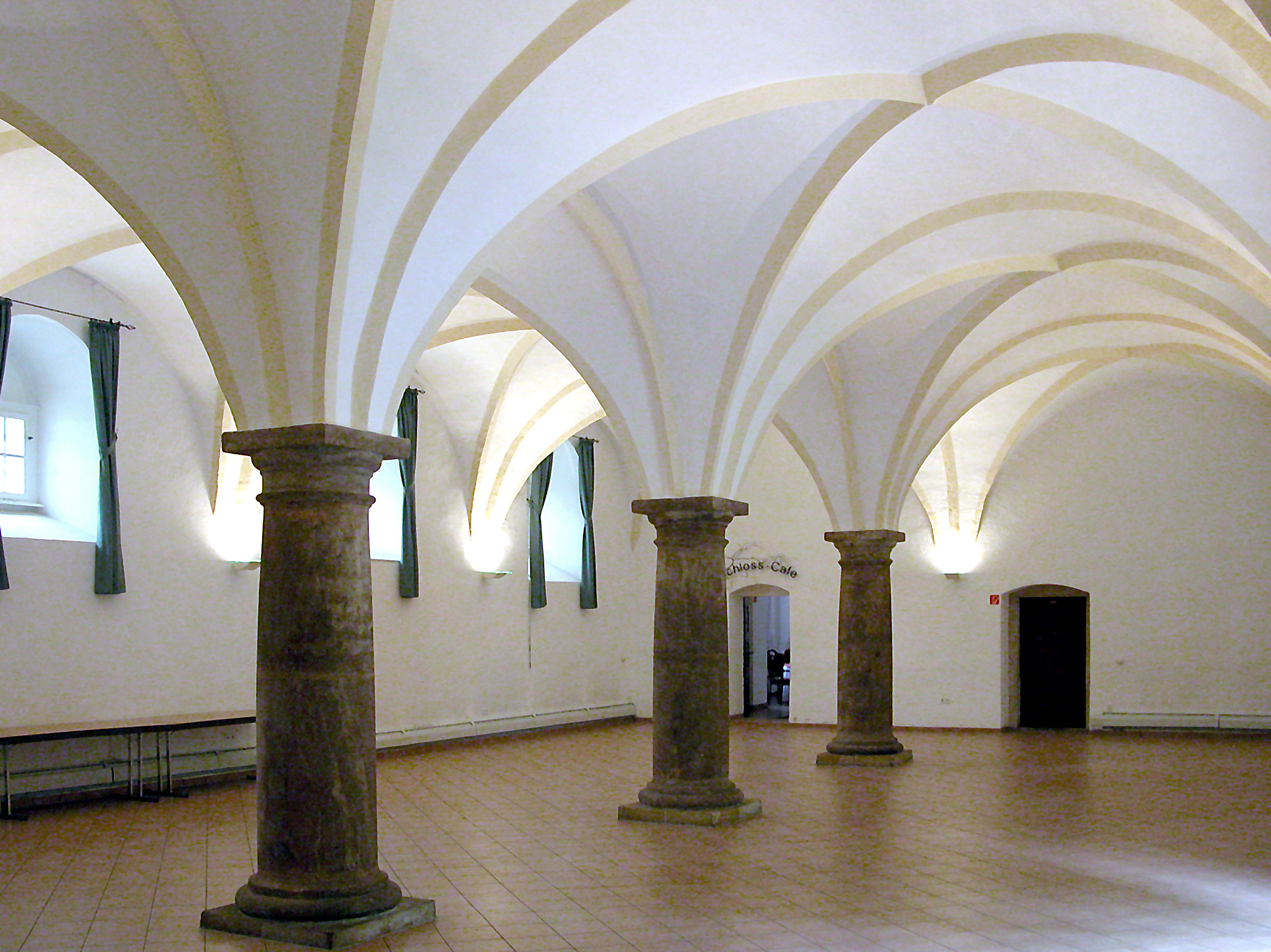
Heute noch erhaltener rechter Stall, genannt Schlosssaal

Im Erdgeschoss nimmt eine zweischiffige Halle den ganzen Mittelteil ein. Sie ist in der Mitte durch eine Wand geteilt und wird auf jeder Seite durch vier toskanische Säulen mit Kreuzgewölben getragen. Als Stall gebaut beträgt die lichte Höhe des Erdgeschosses 4,75 m. Die rechte Halle ist noch wie erbaut erhalten, während in die linke Halle weitere Wände gezogen wurden, um sie als Standesamt der ehemaligen Gemeinde Zabeltitz und nun für standesamtliche Trauungen zu nutzen. In den Kopfbauten befinden sich Wirtschaftsräume, die ebenfalls von Kreuzgewölben getragen werden. Wendeltreppen führen in die Obergeschosse, in denen sich auch Wirtschaftsräume befinden. Die Haupttreppe im Turm ist von außen zugänglich und führt bis zum zweiten Dachgeschoss. Sie besitzt breite, aber sehr kurze Stufen.
Das Schloss wurde 1588 unter Kurfürst Christian I. gebaut, nachdem dieser Zabeltitz übernahm und die alte Wasserburg (heutiges Palais) für die Jagd neu herrichtete, sie aber dafür als zu klein empfand. Das als Stallgebäude errichtete Alte Schloss bot Platz für die Unterbringung der Gäste samt Dienerschaft und Pferde sowie für Wirtschaftsräume. Der Bau im Stil der Sächsischen Renaissance begann 1588 unter oberster Bauleitung von Paul Buchner und ständiger Bauüberwachung von Joachim von Weissenbach. Im Jahr 1591 waren beim Bau ständig 1 Steinmetz, 26 Maurer, 29 Zimmerleute, 1 Ziegeldecker und 4 Handarbeiter beschäftigt. Außerdem arbeiteten noch 128 Handfröner und 24 Teichknechte. 34 Wagen schafften Baumaterialien heran. Das von den Untertanen und Bauern geschlagene Kleinholz lieferte der nahe gelegene Röderauwald. Ziegel wurden aus Großenhain bezogen und Kalk aus Dresden. Um die gesamte Schlossanlage wurde nach holländischem Vorbild ein Wassergraben gezogen. Bereits im Sommer 1591 wurde mit der inneren Ausgestaltung des Stallgebäudes begonnen. Heinrich Göding, Christoph Grohmann und Hans Fasolt bemalten Wände und Gewölbe mit Jagdbildern, entsprechend der Bestimmung von Zabeltitz als Jagdsitz. Am 25. September 1591 verstarb Christian I. Der nachfolgende Administrator, Friedrich Wilhelm, ließ den Bau sofort einstellen. Nur unter großer Anstrengung setzte Paul Buchner durch, dass wenigstens die halbvollendeten Bauten gedeckt und gegen die Witterung geschützt wurden. Die Witwe Christians I., Sophie, hatte keine Mittel für größere Baumaßnahmen an ihrem Wittumssitz Zabeltitz zur Verfügung. Erst der junge Kurfürst Christian II. vollendete 1598 die Pläne seines Vaters. Fast alljährlich hielt Christian II. mit seinen Brüdern ein Jagdlager in Zabeltitz ab.

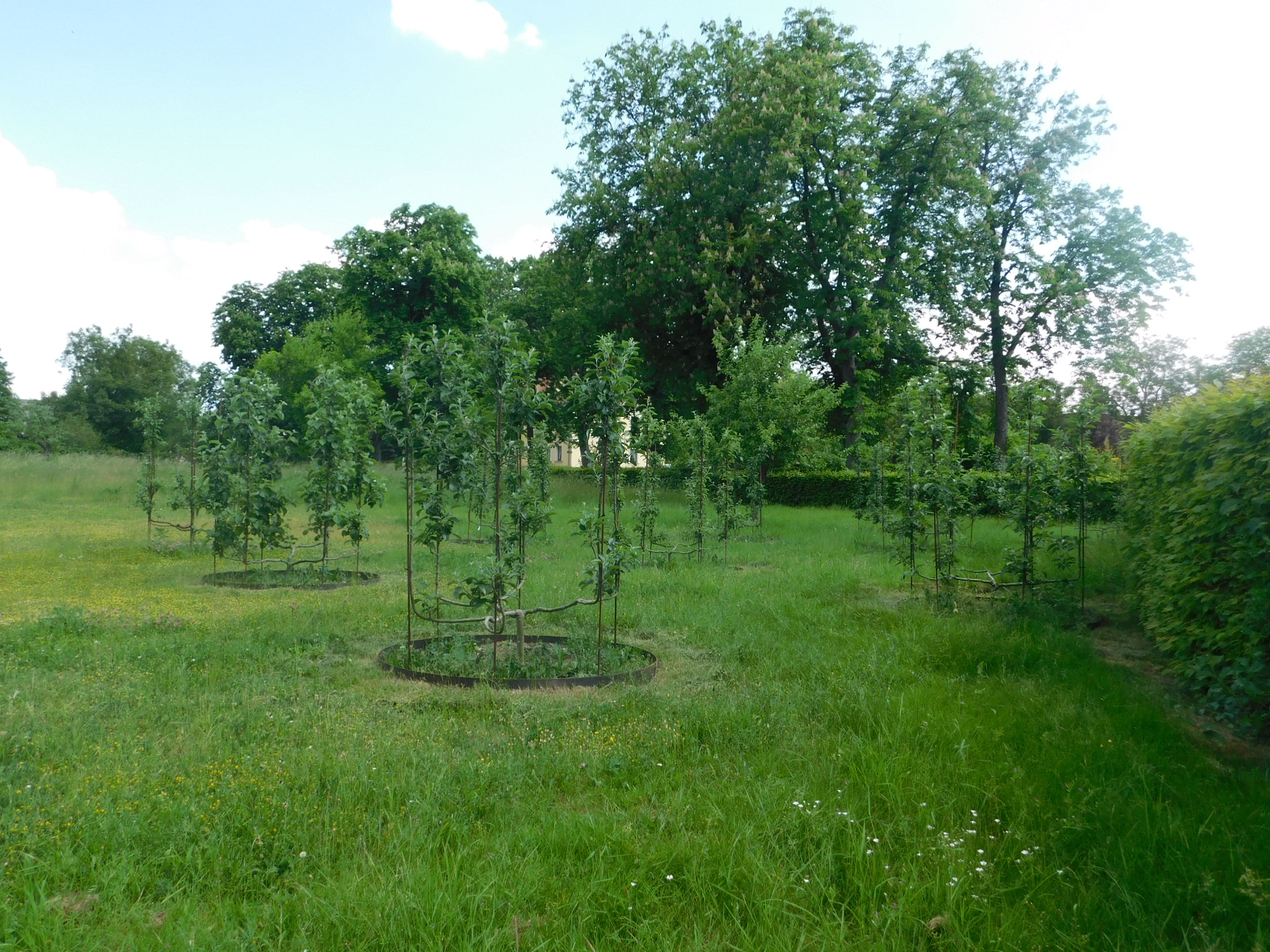
Obstgärten neben der Zufahrt zum Palais

Wackerbarth ließ die Wirtschaftsgebäude aus der Zeit Christians I. mit Ausnahme des Stallgebäudes abreißen. An deren Stelle wurden eine neue Zufahrt zum Palais, betont durch je zwei Torpfeiler und „Torhäuschen“, und links und rechts davon die Weingärten des Barockgartens geschaffen, die heute allerdings als Obstgärten für Äpfel und Birnen genutzt werden.
In den folgenden Jahrhunderten gehörte das Alte Schloss gemeinsam mit dem Palais den jeweiligen Eigentümern des Rittergutes Zabeltitz. In den ersten Nachkriegsjahren diente es einigen aus den Ostgebieten vertriebenen Familien als erste Heimstätte. Danach sollte es abgerissen werden. Dank der Initiative von Kurt Schadendorf zog jedoch 1949 das erste Landambulatorium in das Alte Schloss ein, was es vor dem Abriss bewahrte. Nach den sozialistischen Jahren im Volkseigentum war erst die Gemeinde Zabeltitz, nun die Stadt Großenhain Eigentümer.
Die linke Halle wird heute für standesamtliche Trauungen genutzt, die rechte, genannt Schlosssaal, als Veranstaltungs- und Konferenzraum. Der Schlosssaal wurde früher auch als Turnhalle genutzt. Im Obergeschoss und den Kopfseiten befinden sich Arztpraxen für Allgemeinmedizin, Kieferchirurgie und Zahnheilkunde, Wohnungen und Büroräume.

#### Barockschloss („Palais“)

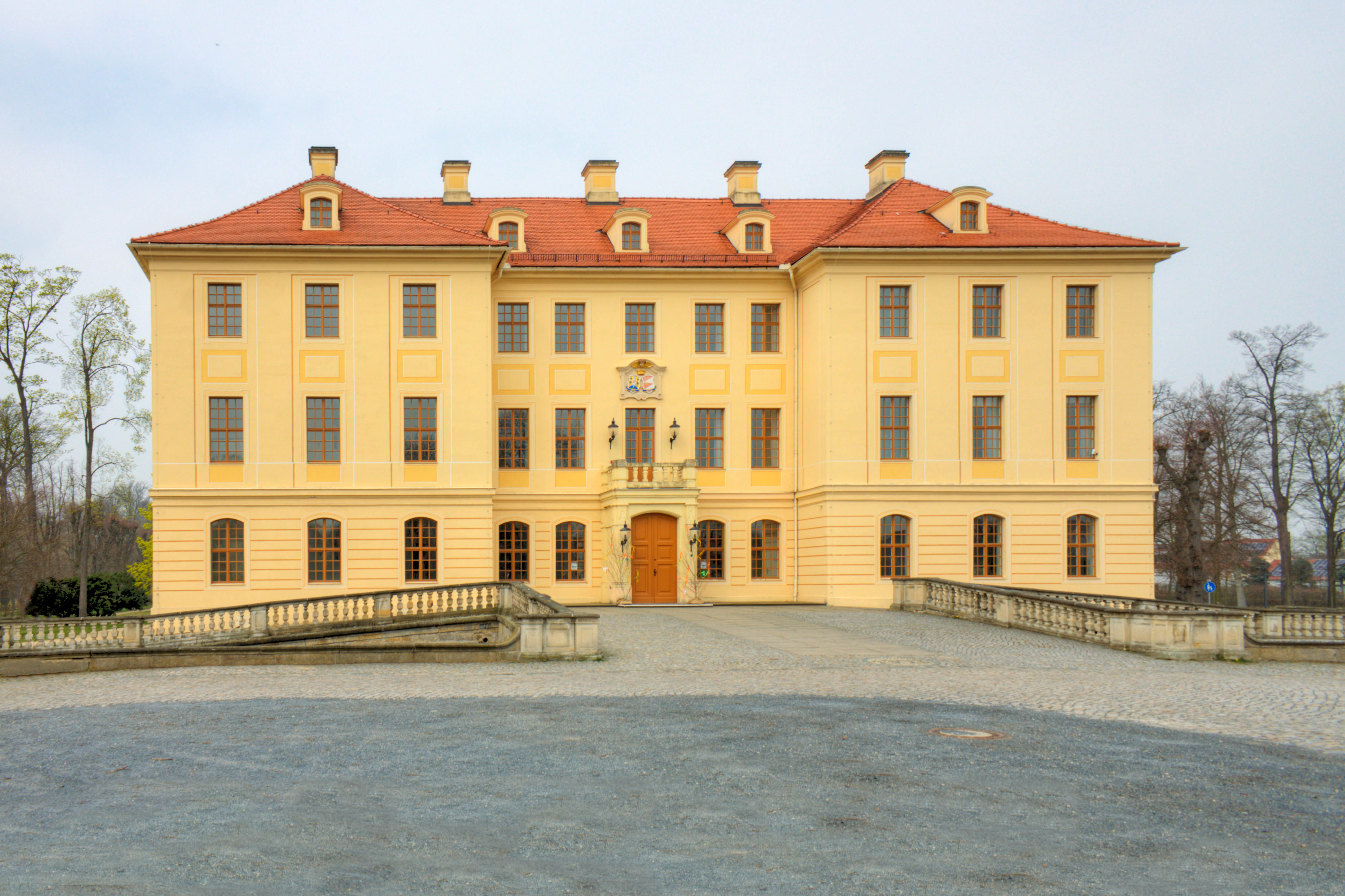
Palais Zabeltitz, Hofseite mit Zugangsbrücke über die Röder

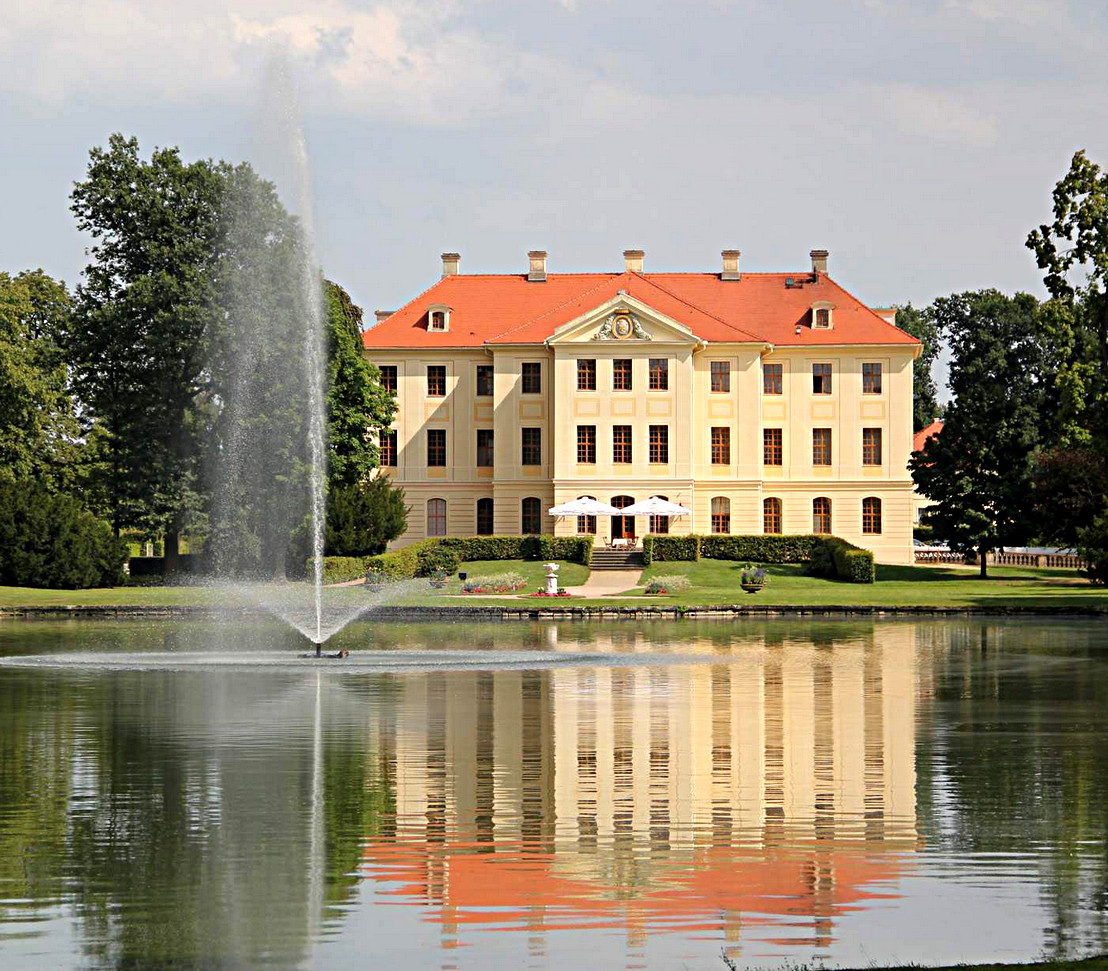
Palais Zabeltitz, Parkseite

Das Palais befindet sich relativ zentral an der Großen Röder zwischen dem Barockgarten, der Kirche und dem Alten Schloss. Die Adresse lautet Am Park 1.
Es besteht aus einem Erdgeschoss, zwei Obergeschossen und wird von einer Art Walmdach mit fünf Schornsteinen abgedeckt. Auf Hof- und Parkseite sind über alle Geschosse jeweils elf Fenster angebracht. Auf der Hofseite sind die fünf inneren Fenster in einer Rücklage angebracht, während auf der Parkseite die fünf inneren Fenster an einem Risalit, die drei innersten an noch einem weiteren, angebracht sind. Über diesem Doppelrisalit auf der Parkseite hängt das Wappen des Grafen von Wackerbarth, auf der Hofseite das von Arnold Woldemar von Frege-Weltzien. Über der Eingangstür an der Hofseite befindet sich auf Höhe des ersten Obergeschosses ein kleiner Balkon. An den Seitenfassaden sind Blindfenster angebracht.

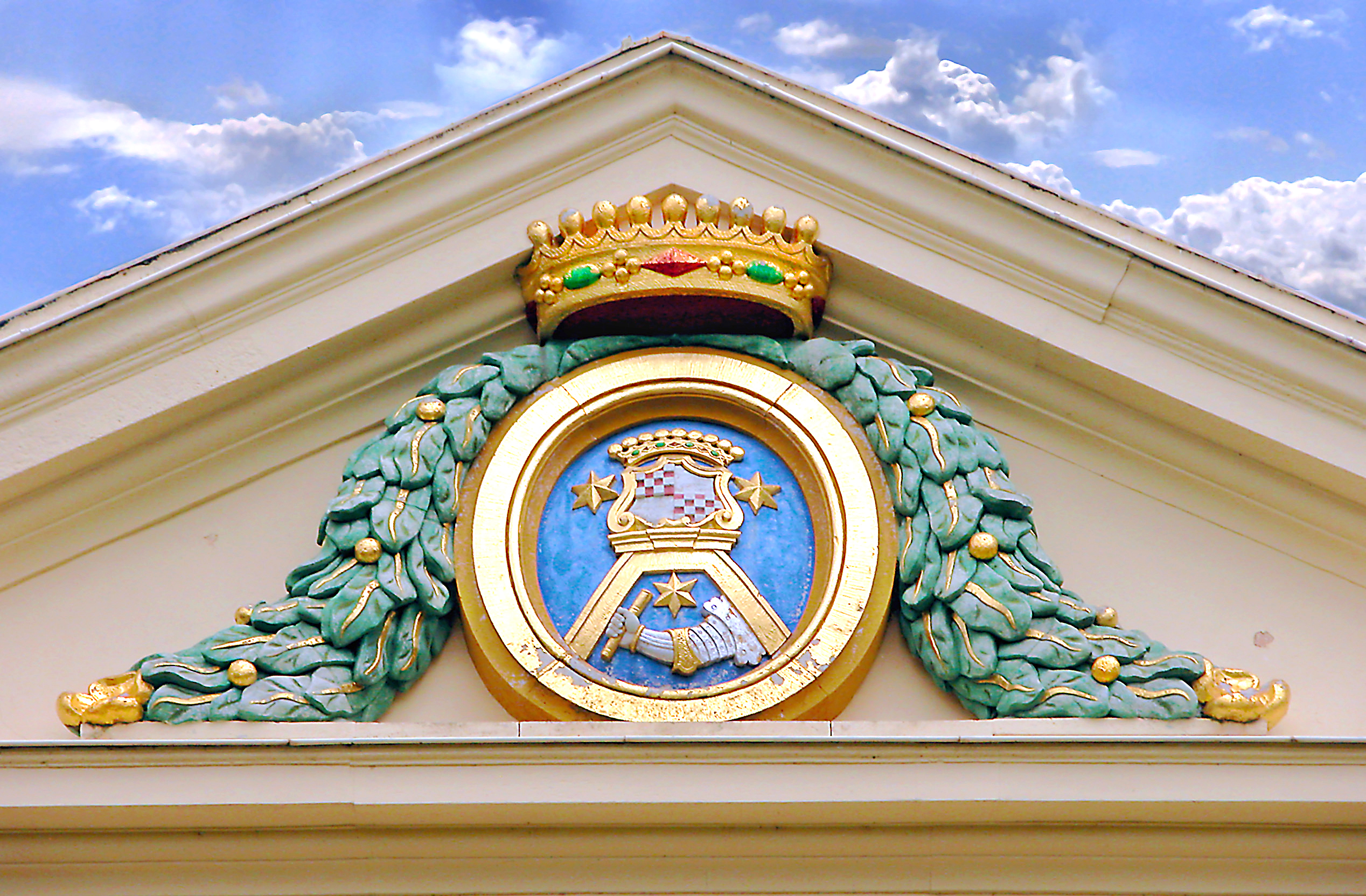
Wappen Wackerbarths auf der Parkseite
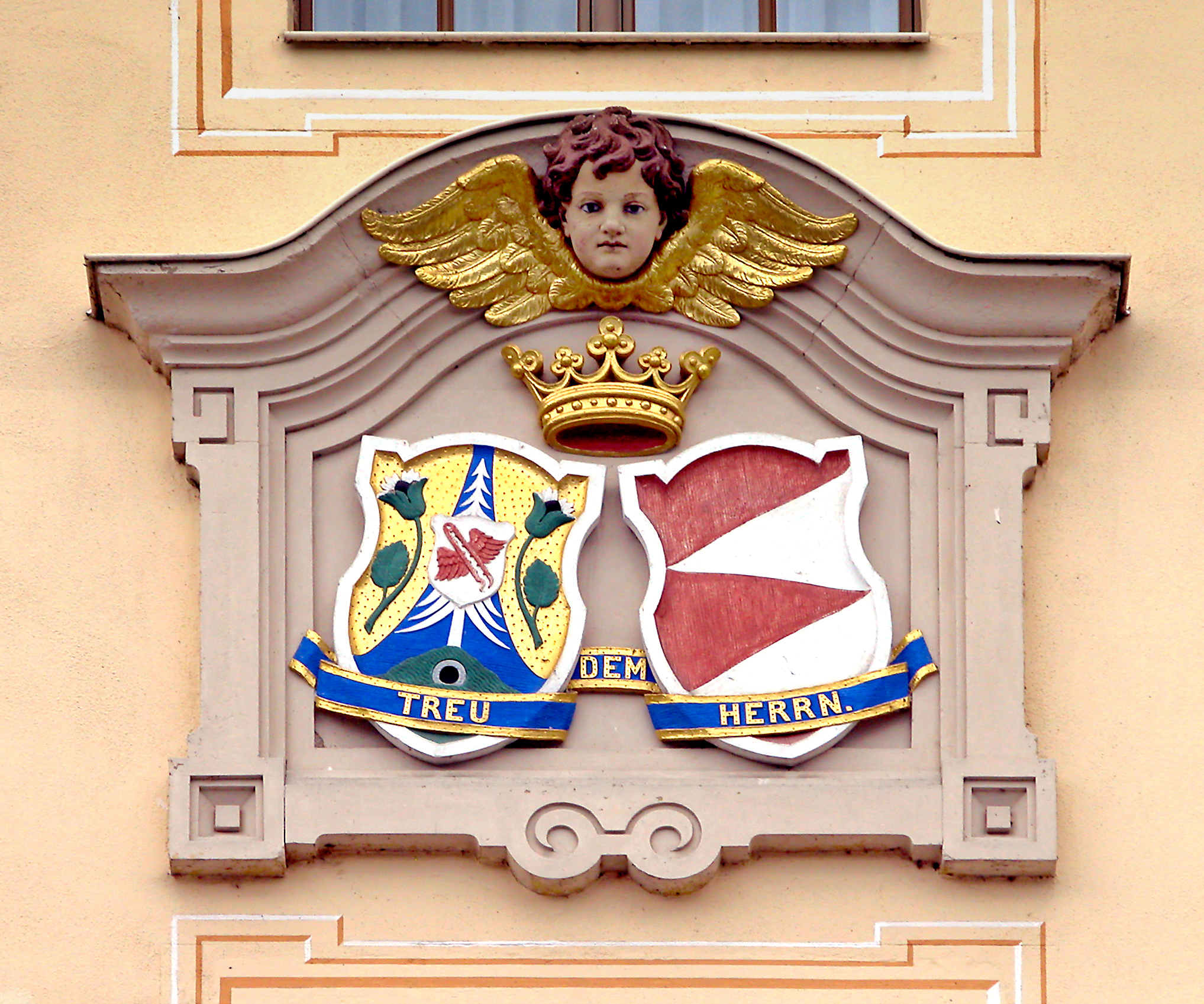
Wappen von Frege-Weltziens

An der Stelle des heutigen Palais befand sich im Mittelalter eine Wasserburg mit Wallgraben zum Schutz der alten Salzstraße. Sie wurde um 1565 von Nickel Pflugk zu einem Wohnschloss im Renaissancestil umgebaut und wenige Jahre nach 1588 von Kurfürst Christian I. als Jagdschloss neu eingerichtet.
Unter August Christoph von Wackerbarth wurde ab 1728 fast der gesamte herrschaftliche Besitz zügig umgestaltet. Wackerbarth baute das Schloss auf der Insel (das „Palais“) für 140 000 Taler völlig neu und legte, wie bereits den Barockgarten Großsedlitz, den Barockgarten an. Diese Baumaßnahmen erfolgten unter Leitung von Johann Christoph Knöffel. Wegen des Zeithainer Lustlagers im Jahr 1730 sollten die Arbeiten bis dahin weitestgehend abgeschlossen sein, um sie den Gästen zu präsentieren. Die zahlreichen erhalten gebliebenen Pläne zeigen, dass Wackerbarth ursprünglich das Palais vergrößern wollte. Entweder aus Geldmangel oder aus Zeitnot wurde das neu entstandene barocke Schloss letztendlich auf den Grundmauern des alten Schlosses errichtet und behielt damit nahezu denselben Grundriss wie sein Vorgängerbau.
Xaver von Sachsen nutzte das Palais bis zu seinem Tod 1806 als Wohnsitz.
Im 19. Jahrhundert wurde auch der um das Palais führende Wassergraben teilweise verfüllt. Bis zu diesem Zeitpunkt umschloss die Große Röder das gesamte Palais, seitdem fließt sie nur noch an der vorderen Palaisseite entlang.
Nach der Enteignung 1945 diente auch das Palais zeitweilig als Unterkunft für aus den Ostgebieten Vertriebene und dann als Kinderheim für griechische Kinder. Ab 1955 befand sich in dem Gebäude eine Schulungsstätte (Institut für sozialistische Fortbildung im Verkehrswesen) der Deutschen Reichsbahn, die es 1989 sanieren ließ. Auch ihr Nachfolger, die Deutsche Bahn, nutzte das Palais als Schulungsstätte. Die Stadt Großenhain kaufte im Dezember 2010 das Palais und den Barockgarten. Am 15. April 2011 erfolgte die symbolische Schlüsselübergabe.
Heute beherbergt es im Erdgeschoss das Fremdenverkehrsamt (Zabeltitz-Information) mit einer Dauerausstellung sowie einen kleinen Imbiss. Die Obergeschosse werden für Veranstaltungen oder private Feierlichkeiten genutzt. Gelegentlich tagt der Großenhainer Stadtrat in den Räumlichkeiten.

#### Barockgarten

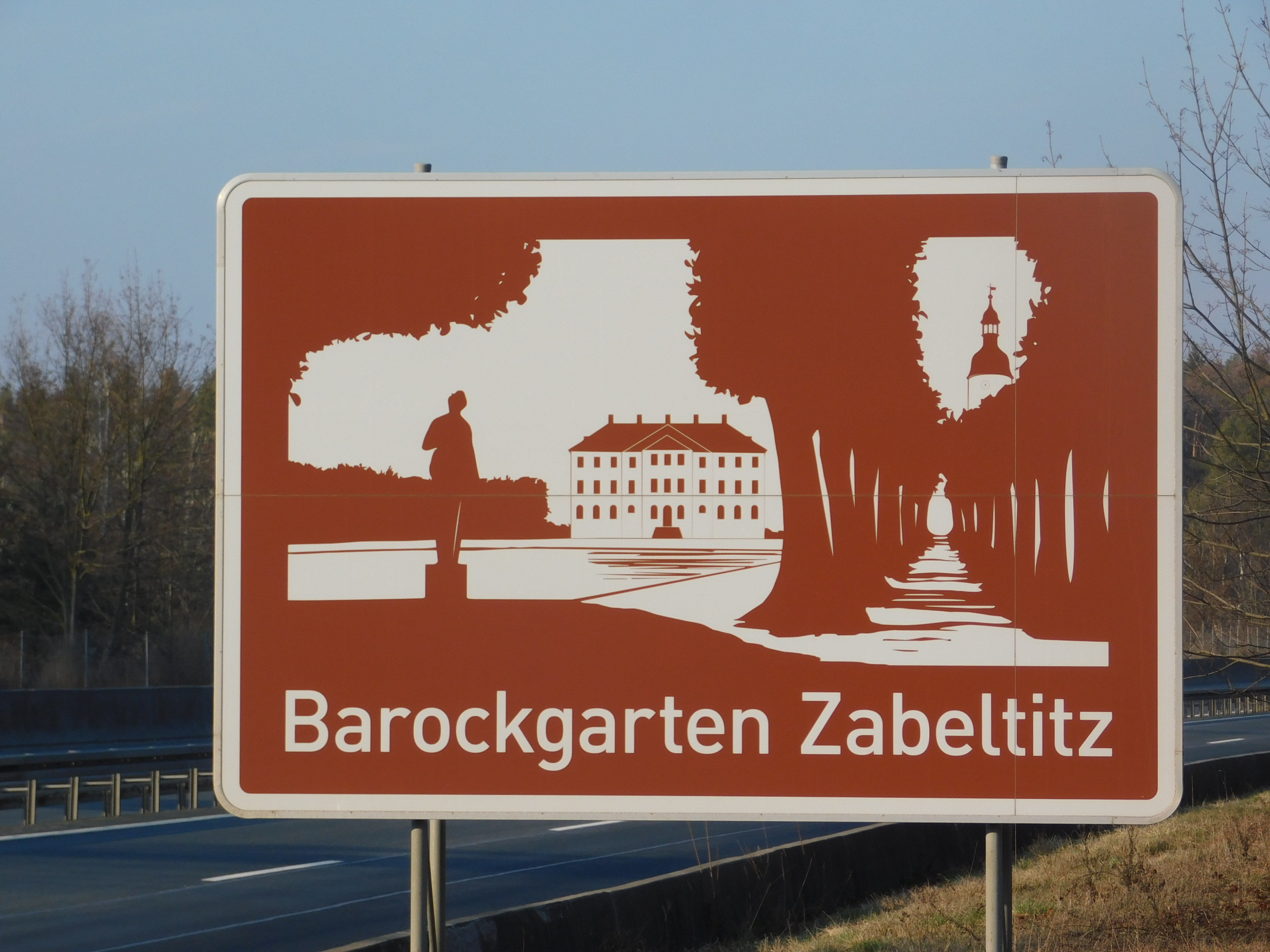
Touristische Unterrichtungstafel an der A13 mit Werbung für den Barockgarten Zabeltitz

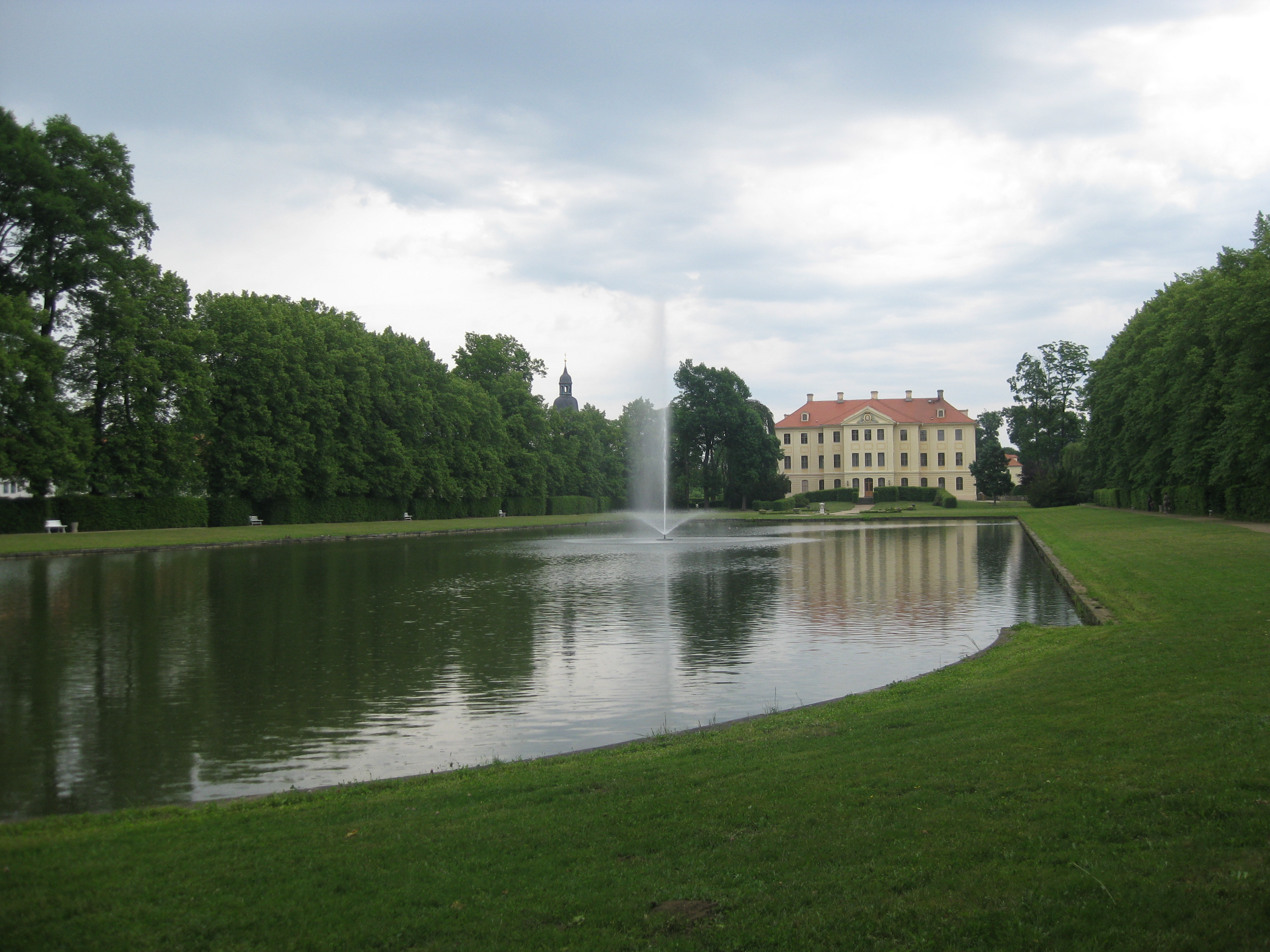
Spiegelteich im Barockgarten Zabeltitz

Der Barockgarten befindet sich westlich des Palais und des Alten Schlosses. Er wird im Osten und Norden von der Großen Röder begrenzt. Im Westen und Süden grenzt eine kleine Parkmauer den Barockgarten vom Röderauwald Zabeltitz ab. Er wurde 1728, ähnlich wie schon einige Jahre zuvor der Barockgarten Großsedlitz, nach dem Vorbild des Parks von Schloss Versailles von August Christoph von Wackerbarth angelegt. Für die Planung und Ausführung des Gartens wurde Johann Christoph Knöffel herangezogen, der auch barocke Gestaltungselemente seines Lehrmeisters Zacharias Longuelune umsetzte.
Mittelpunkt der Anlage ist das Palais. Von der Terrasse aus führt der Blick über das Parterre, den Spiegel- und Flaschenteich in die freie Landschaft. Rechts und links des Spiegelteiches bilden Lindenallee und Hainbuchenhecke eine Blickbegleitung bis zum Abschluss der Gartenanlage. Im Mittelteil wird durch die Anordnung der Wasserbecken, Wege und Rasenflächen sowie der Hecken und Bäume die strenge Regelmäßigkeit der barocken Gestaltung sichtbar. Zwischen Parterre und Spiegelteich befindet sich eine Skulptur. Zwischen Spiegel- und Flaschenteich stehen die Figuren Apollo und Diana. Sie wurden um 1800 aufgestellt.
Links des Palais und befinden sich einige Wiesen mit Hecken von den Wegen abgetrennt. Sie wurden früher als Spielwiese für Kegel- und Kugelspiele genutzt, sind dazu aber heute nicht mehr geeignet.
Links der Parterre befindet sich ein dreieckiges Boskett mit der Statue der Flora und zwei monumentalen Vasen. Alle drei Statuen wurden 1770 aufgestellt. Früher befand sich in seiner Mitte ein sogenannter Großer Salon aus Holzlatten, der schon eher bestand, aber Ende des 19. Jahrhunderts abgerissen wurde.
Rechts der Parterre befindet sich ein spiegelverkehrt baugleiches Boskett, indem jedoch statt dem Großen Salon die Figurengruppe Riesenkinder steht. Sie entstand in der Werkstatt von Johann Gottfried Knöffler und besteht aus einem Jungen und einem Mädchen in dreifacher Lebensgröße, die auf einem Felsen sitzen und ein Füllhorn in der Hand halten, welches als Springbrunnen dient.
Links des Spiegelteiches befindet sich der Inselteich mit der Elisabethinsel und dem Pavillon. Der Inselteich entstand aus einem schon im 16. Jahrhundert bestehenden Teichsystem, das den Vorgängerbau des Palais umgab. Bei der Anlage des Parks im Jahr 1730 wurde er in seine heutige Form gebracht, war damals aber noch durch einen Damm geteilt. Im Gegensatz zu den anderen beiden Teichen ist er baulich nicht eingefasst. Um das Jahr 1800 herum ließ Xaver von Sachsen den Damm abtragen und aus den Erdmassen die Elisabethinsel formen. Schon damals wurden Schwäne für den Inselteich angeschafft, für die ein Häuschen auf dem Teich errichtet wurde. In der zweiten Hälfte des 19. Jahrhunderts wurde eine Brücke zu der Insel gebaut.
Der um 1795 errichtete Pavillon auf der Elisabethinsel wurde von dem Kunsthistoriker Cornelius Gurlitt folgendermaßen beschrieben: „Acht kräftige Holzsäulen tragen das chinesische Dach. Statt der Kapitäle in Eisenblech gebildete Palmblätter und zwischen diesen Kokosnüsse. Das Dach mit stark geschwungenen und spitz aufgebogenen Blechdeckungen trägt in der Mitte eine Vase. Innen die Decken auf weißem Grund bemalt mit Chinesen, Drachen, Vögeln, fliegendem Fisch. In der Mitte vier mit den Schwänzen vereinte Drachen nach Art der Rosette angeordnet.“ Es wurde um 1950 durch einen umgestürzten Baum zerstört und zehn Jahre später durch einen Ersatzbau ersetzt, der beiweiten nicht Gurlitts Beschreibung genügt.
Links hinter dem Inselteich befinden sich noch heute genutzte Fischhälter. Sie entstammen aus einem Graben, der die Anlage vor 1728 umschloss. Dahinter befindet sich ein Boulingrin, der früher für Spiele genutzt wurde.
Links des Flaschenteiches befindet sich die Wildnis. Sie soll einem Wald ähneln und wurde ebenso wie der heutige Inselteich mit der Elisabethinsel und dem ehemaligen Pavillon im Stil der Englischen Gartenkunst erbaut.
Rechts von Spiegel- und Flaschenteich befindet sich eine kleine Bühne für Dorffeste und dahinter die Große Röder. Sie speist alle drei Teiche und die Fischhälter links des Inselteiches.
Zahlreiche Hinweisschilder im Barockgarten informieren über die Geschichte und die Erbauer der Zabeltitzer Schloss- und Parkanlagen.
In jüngster Vergangenheit konzentrierte sich die Arbeit im Barockgarten auf die Rekonstruktion von verschiedenen Gartenteilen. In den Teichen wird heute Karpfenzucht betrieben.

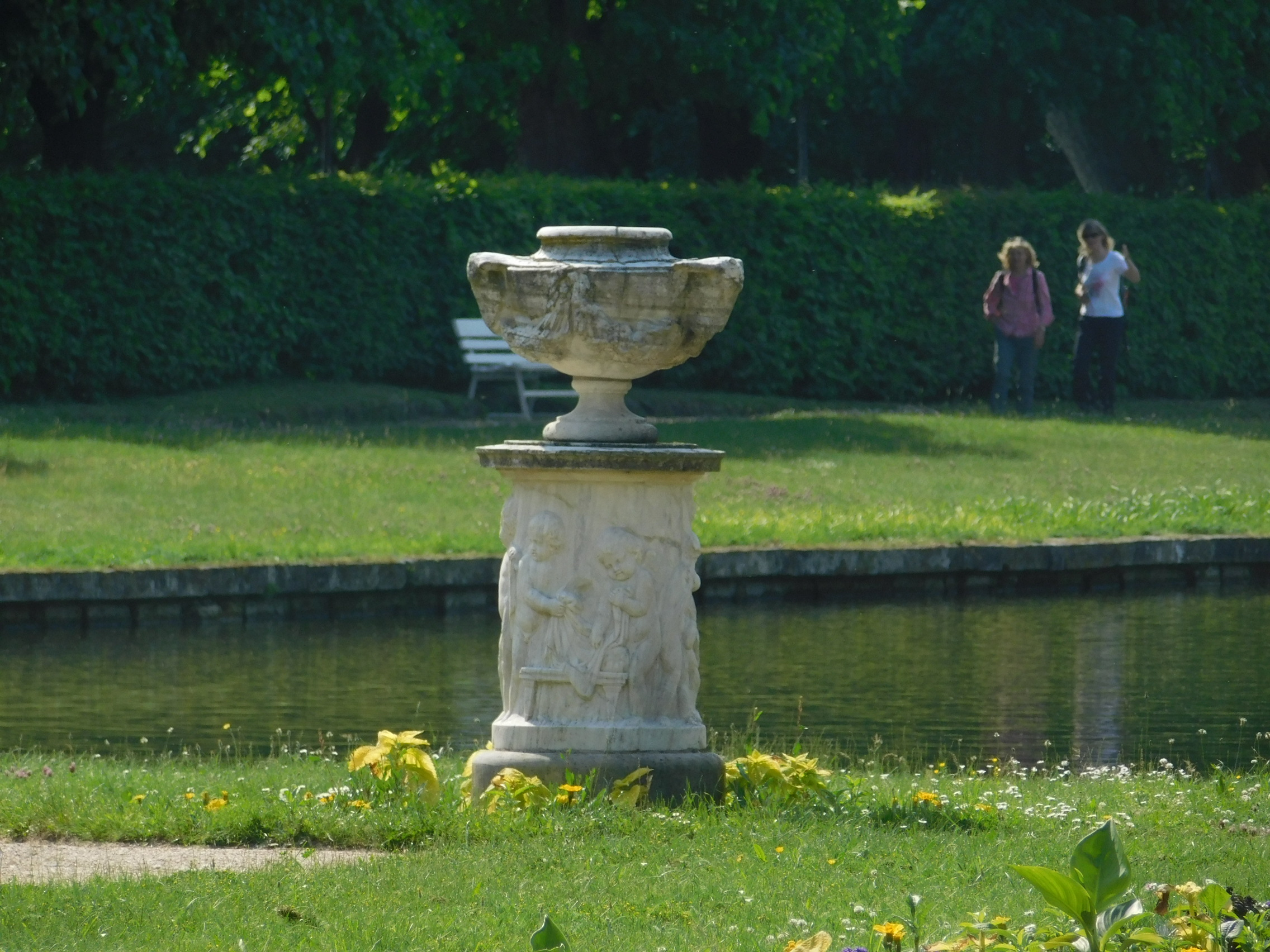
Figur zwischen Parterre und Spiegelteich
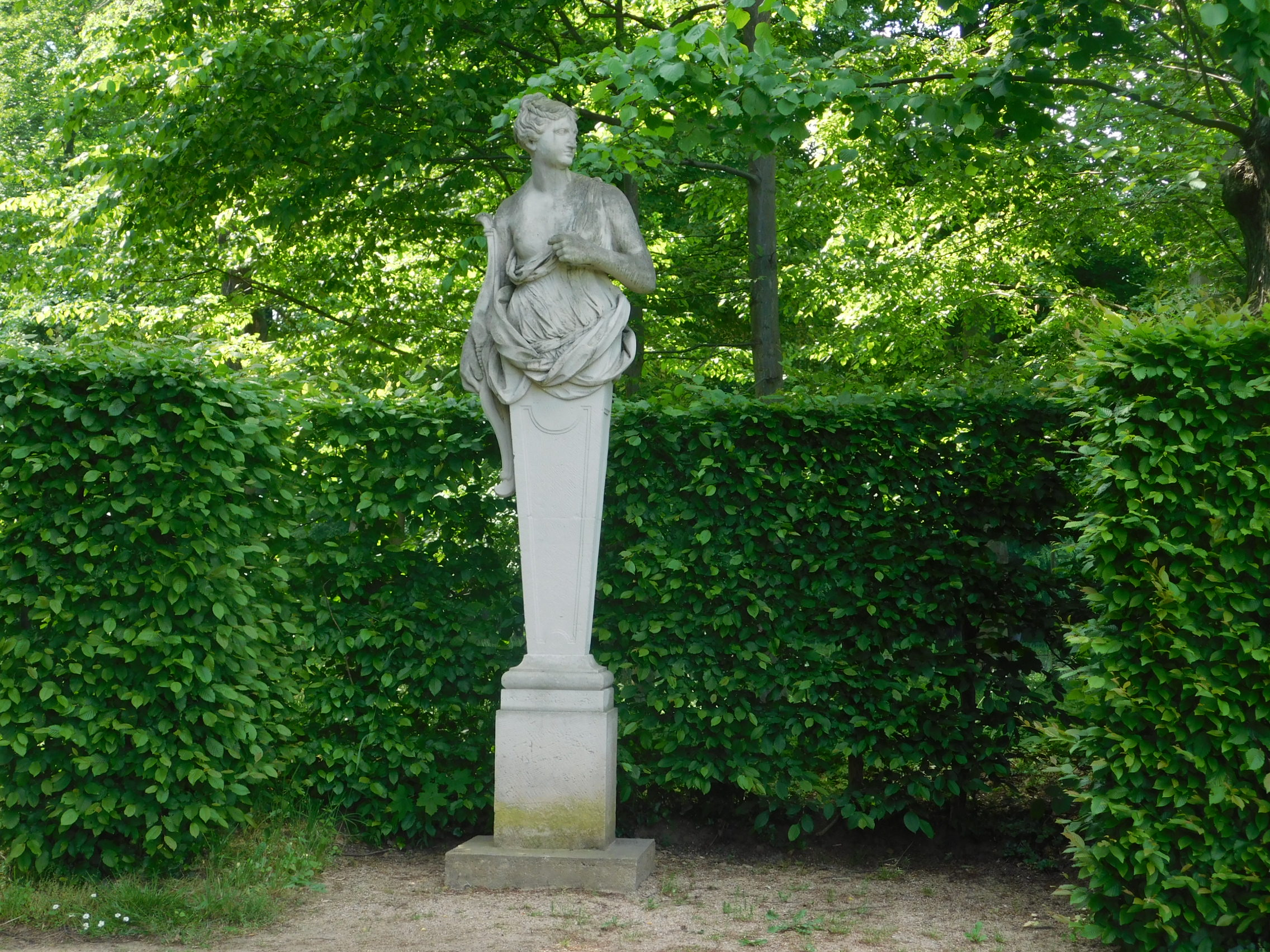
Diana (links)
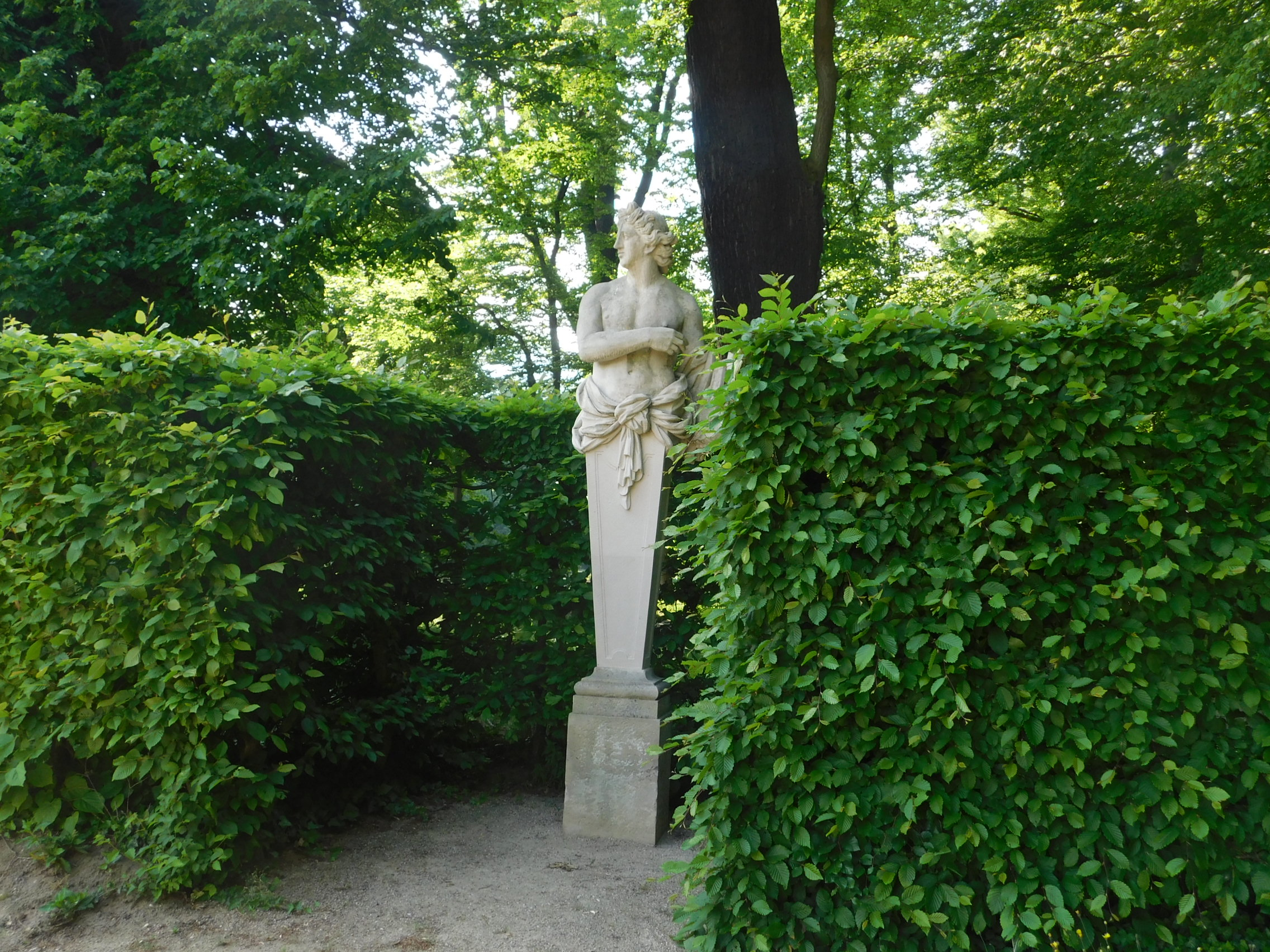
Apollo (rechts)
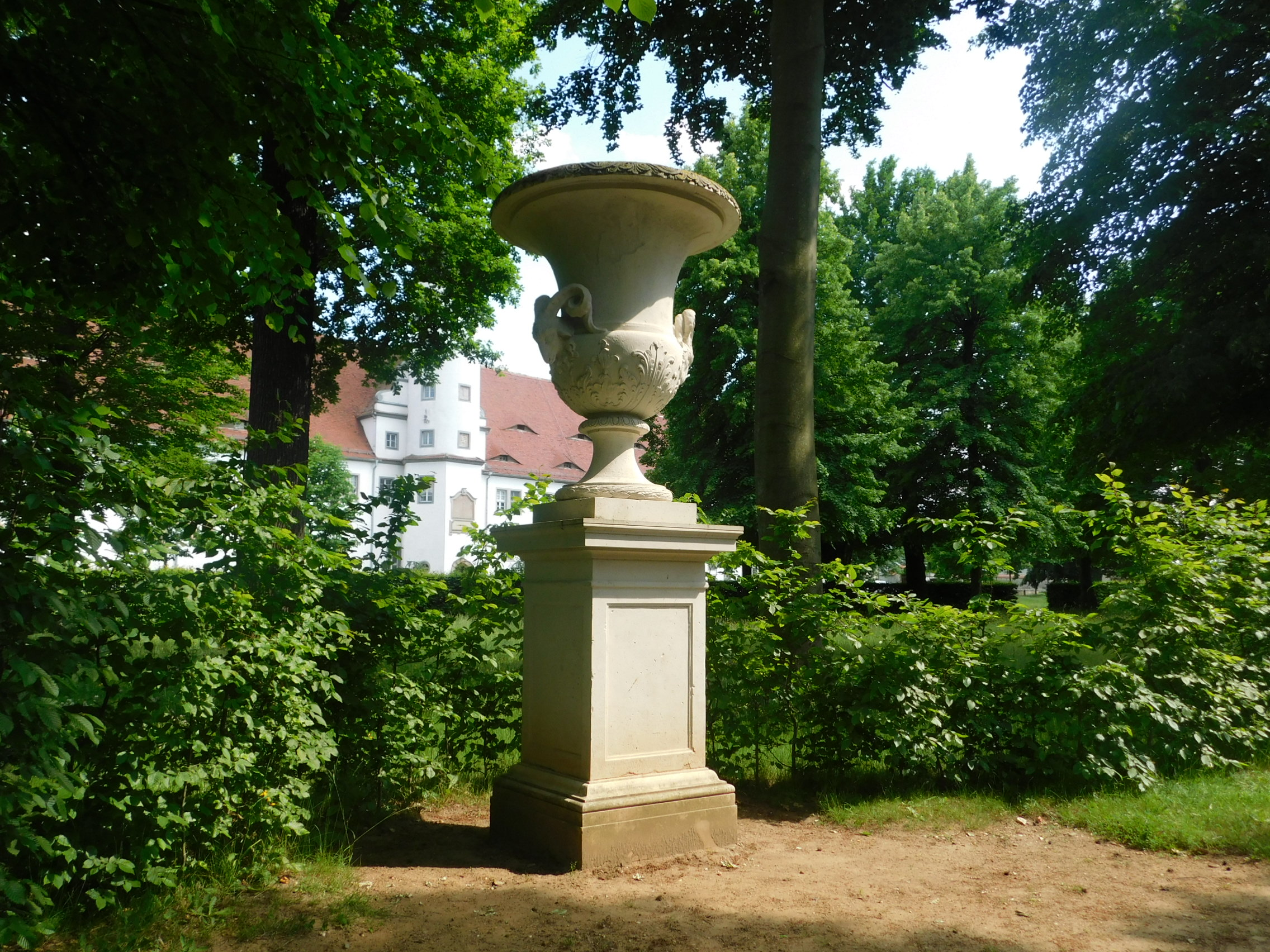
Östliche der beiden Vasen
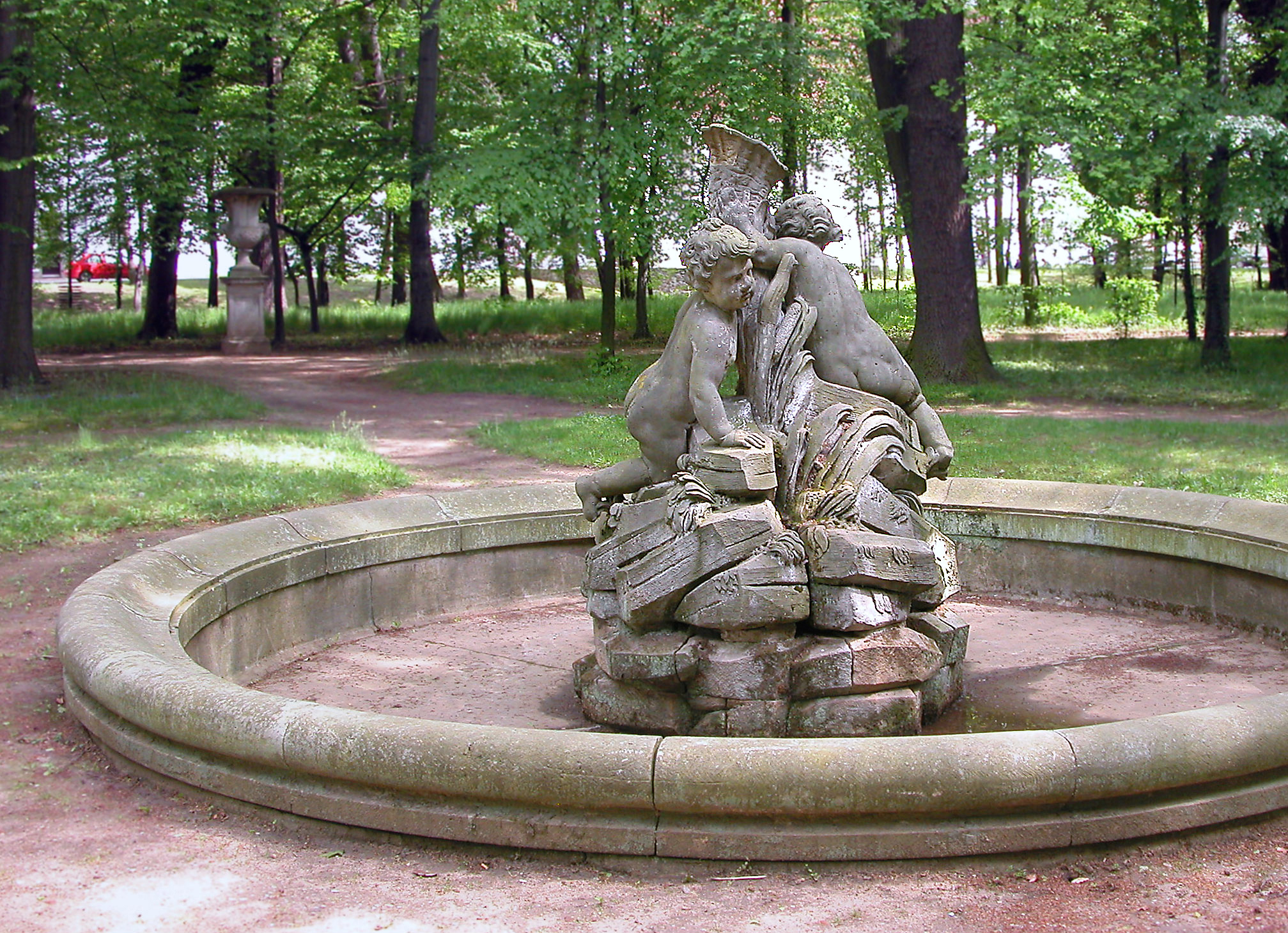
Figurengruppe „Riesenkinder“, zum Zeitpunkt der Bildaufnahme noch im linken Boskett, was historisch falsch war
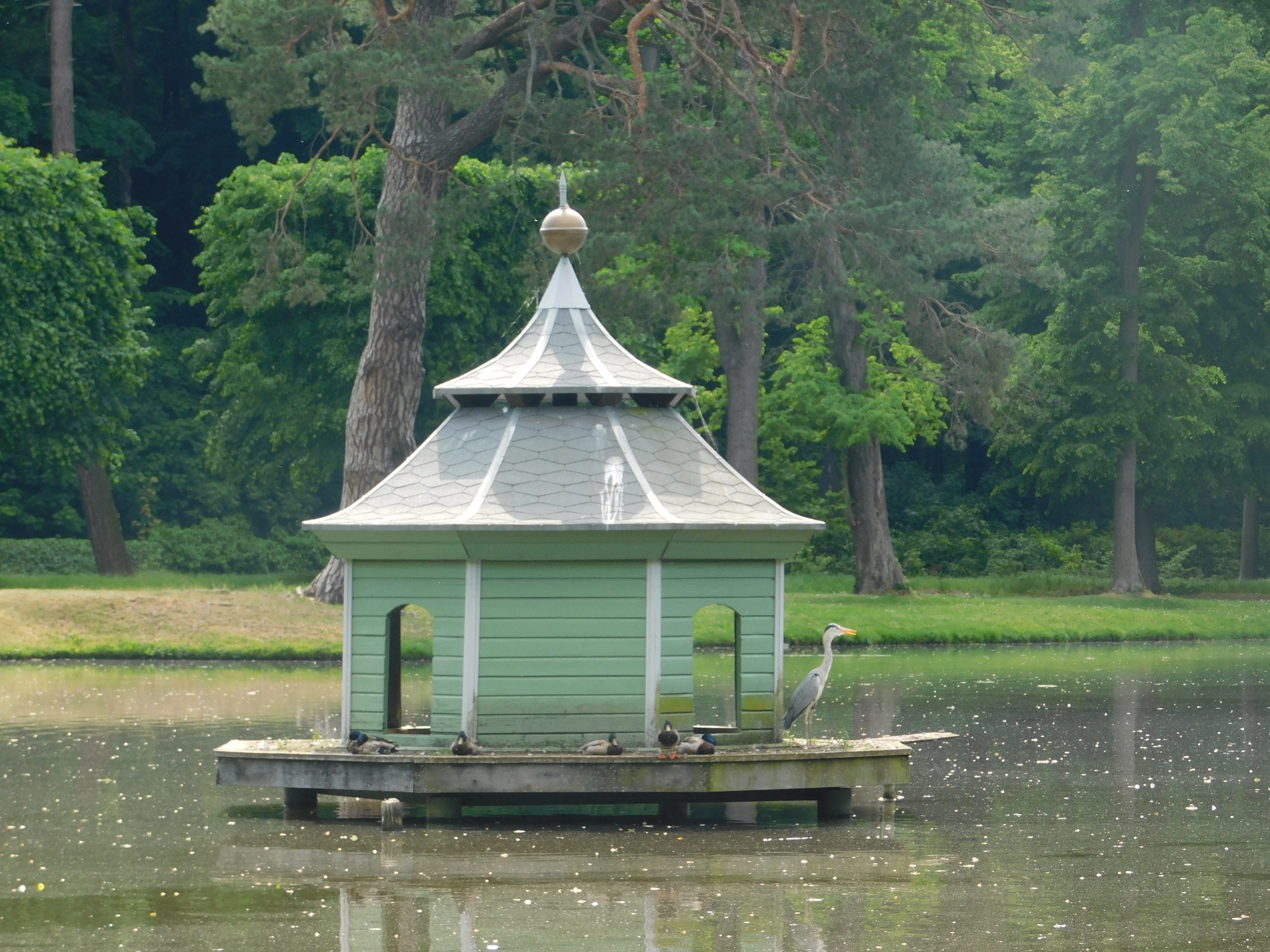
Schwanenhäuschen

#### St.-Georgen-Kirche

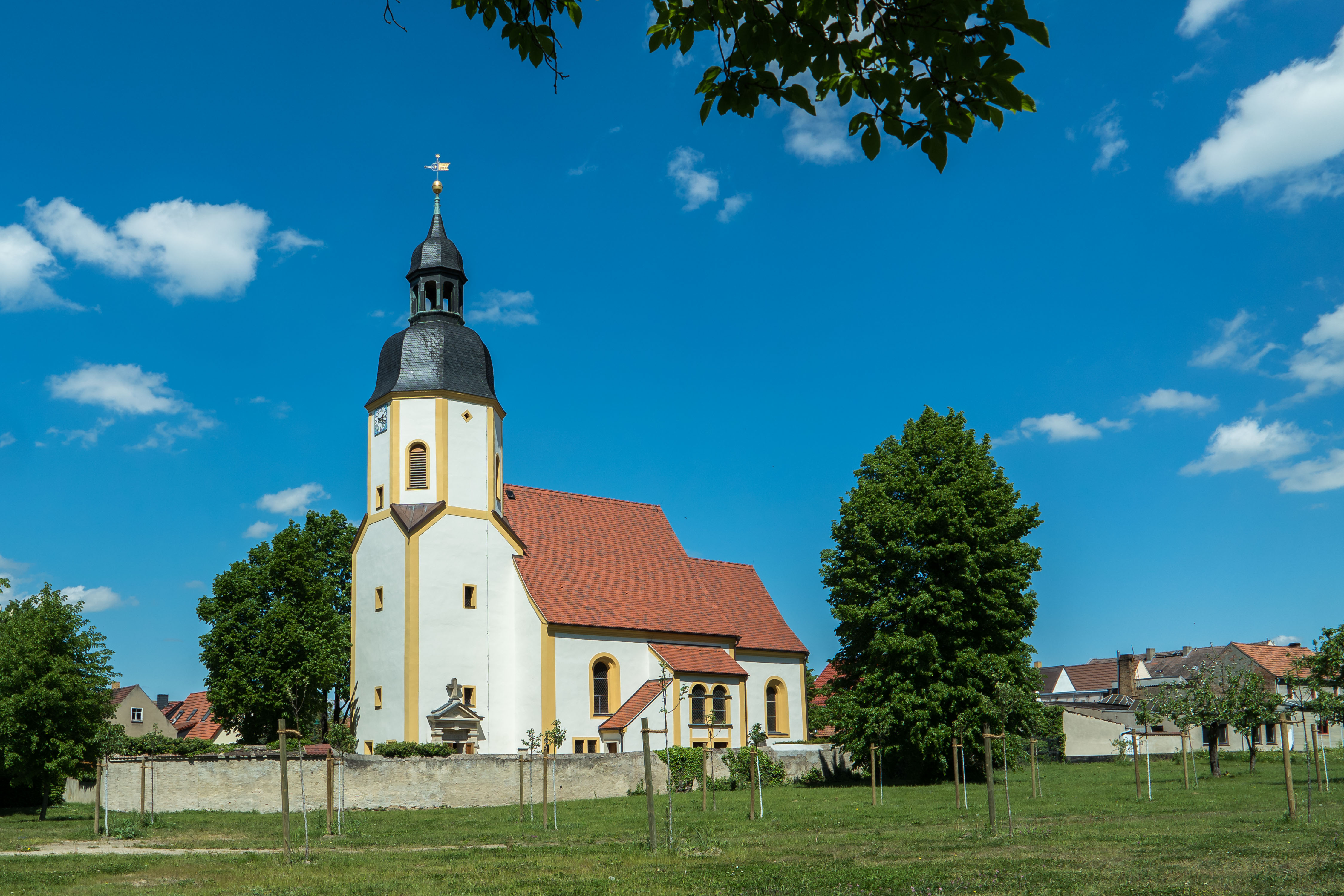
St.-Georgen-Kirche Zabeltitz

Nickel Pflugk gab 1580 den Bau der St.-Georgen-Kirche in Auftrag. Sie wurde 1581, aufgrund Nickels Tod am 4. Oktober 1580, unter seiner Frau Elisabeth, geborene von Schönberg, fertiggestellt und geweiht.
Die spätgotische Dorfkirche St. Georgen ist heute das älteste erhalten gebliebene Bauwerk in Zabeltitz, da sie alle Kriege und den Großbrand von 1808 nahezu unbeschadet überstand. Durch die rege Bautätigkeit war der Besitz unter Nickel Pflugk stark verschuldet. 1588 musste sein Sohn Caspar Pflugk auf Gauernitz auf Grund der hohen Schulden das Rittergut Zabeltitz an den Kurfürsten Christian I. von Sachsen verkaufen. Die Erbauer der Kirche, Nickel und Elisabeth Pflugk, wurden zusammen mit weiteren sechs Angehörigen in der Kirche beigesetzt. Auch der für die Zabeltitzer Geschichte bedeutsame August Christoph Reichsgraf von Wackerbarth wurde 1734 in der Kirche bestattet.

#### Bauernmuseum

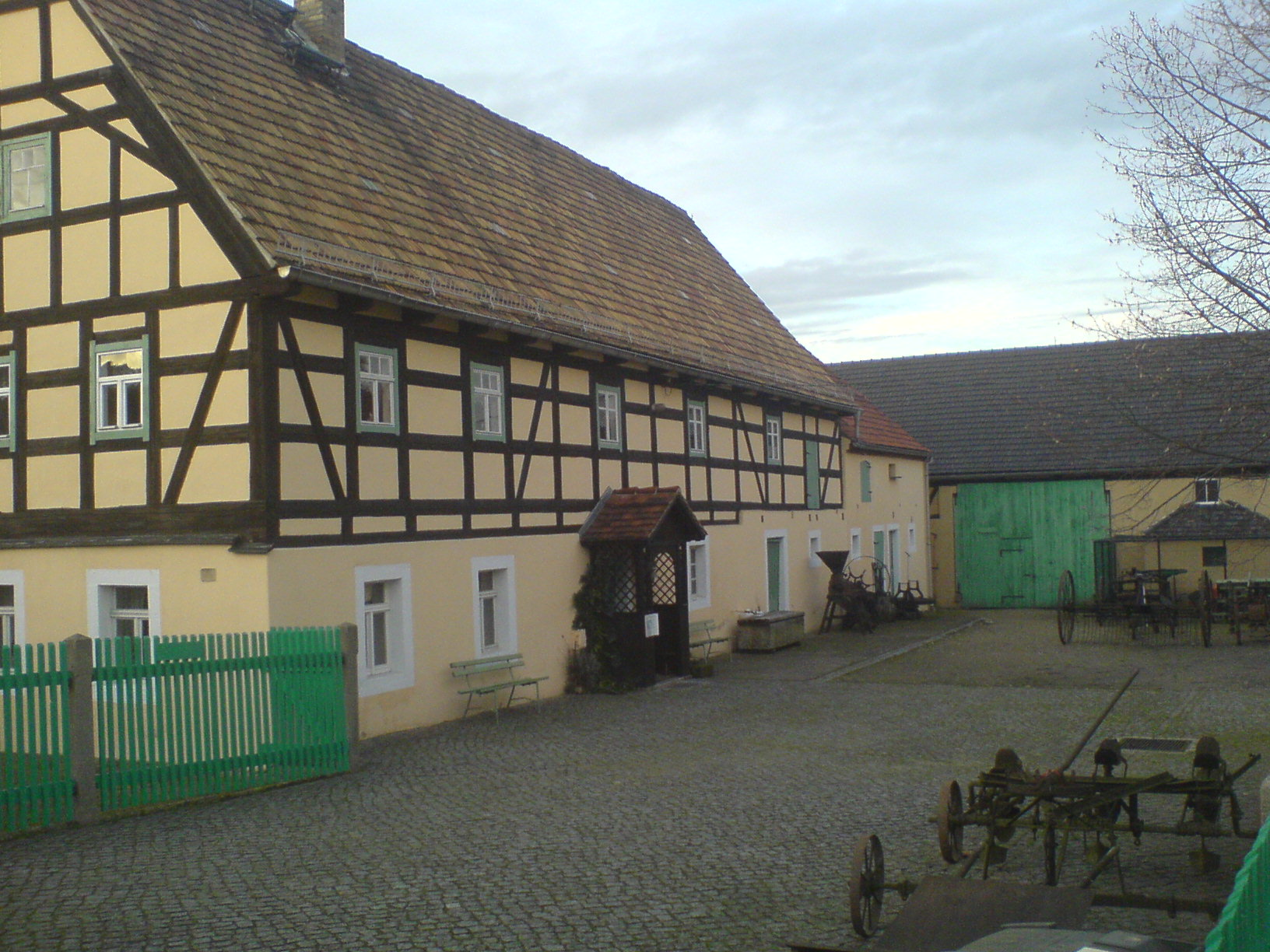
Bauernmuseum Zabeltitz

Das Bauernmuseum Zabeltitz befindet sich in einem regionaltypischen Dreiseithof im alten Dorfkern des Ortes. Der 1811 nach einem Dorfbrand wiedererrichtete Hof wurde noch bis 1979 bewirtschaftet. Nach Sanierung und Umbau zog die Abteilung „Landwirtschaft“ des Kreismuseums Großenhain ein. Seit 2010 gehört das Bauernmuseum Zabeltitz in den Verantwortungsbereich des Museums Alte Lateinschule der Stadt Großenhain.
Das Bauernmuseum hat als einziges Freilichtmuseum dieser Art einen festen Platz in der Region. Es macht das traditionelle Leben in der bäuerlich geprägten Großenhainer Pflege erlebbar. Haupthaus und Auszugshaus, „Gute Stube“, Gesindekammer, Küche, Stall und Wirtschaftsbereiche sind mit zahlreichen originalen Haushaltsgegenständen und ländlichen Arbeitsgeräten ausgestattet, die den Alltag vor 100 Jahren lebendig machen, als die Familie Händel den Hof bewirtschafte (1901 bis 1929). Ausgewählte Maschinen wie Windfege oder Kartoffelsortierer können unter Anleitung selbst ausprobiert werden. Auf der Streuobstwiese wachsen verschiedene Obstsorten, im Lehrgarten finden die Besucher Gemüse, Blumen und Getreidearten. Der kleine Tierbestand umfasst mehrere Hühner und ein Bienenvolk.
Für Schulklassen bietet das Bauernmuseum in der Saison von April bis Oktober verschiedene Lern- und Mitmachangebote. Es gibt einen Audioguide für Kinder, für Erwachsene und in Leichter Sprache, der auch im Internet verfügbar ist. Höhepunkt des Jahres ist die Saisoneröffnung am 1. Mai mit über 1000 Besuchern. 2023 wurde das Museum in Kooperation mit den Landesbühnen Sachsen und dem Kulturzentrum Großenhain erstmals zur Theater- und Opernbühne.

### Musik

Spielmannszug Zabeltitz

Der im Jahr 1924 gegründete Spielmannszug Zabeltitz repräsentiert Zabeltitz in der Spielleutebewegung und darüber hinaus und setzt den musikalischen Rahmen verschiedener Veranstaltungen in Zabeltitz und der Region. Er vertritt Zabeltitz erfolgreich bei Landesmeisterschaften der Sportspielmannszüge Sachsens und machte Zabeltitz auch in der DDR bei Bezirks- und DDR-Meisterschaften einen Namen. Die 2007 aus ihm hervorgegangene Trommlergruppe Hauptpunkt II präsentiert bei verschiedenen Veranstaltungen ihre Choreografie mit Marschtrommeln sowie ihre „Schrottshow“.
In Zabeltitz existiert ein Kirchenchor.

### Sport
Die Herrenmannschaft des FV Zabeltitz e. V. spielt in der Fußball-Kreisoberliga des Landkreises Meißen. (Stand Saison 2023/24)
Im SSV Zabeltitz-Treugeböhla e. V. organisiert sind die Abteilungen Handball, Volleyball, Popgymnastik, allgemeine Sportgruppe und Spielleute (Spielmannszug).

### Regelmäßige Veranstaltungen
In Zabeltitz finden über das Jahr verteilt zahlreiche Veranstaltungen statt. An ihnen beteiligen sich maßgeblich auch die gemeinnützige Vereine aus Zabeltitz.
Beim Frühlingserwachen Anfang März, bei der Saisoneröffnung des Bauernmuseums am 1. Mai oder beim Hubertusfest Ende September werden verschiedenste dörfliche Handwerkskünste dargeboten. Außerdem vertreiben die Aussteller entsprechend ihre Arbeiten. Im Übrigen finden verschiedene Dorffeste sowie der jährliche Weihnachtsmarkt am dritten Advent statt.

## Religion

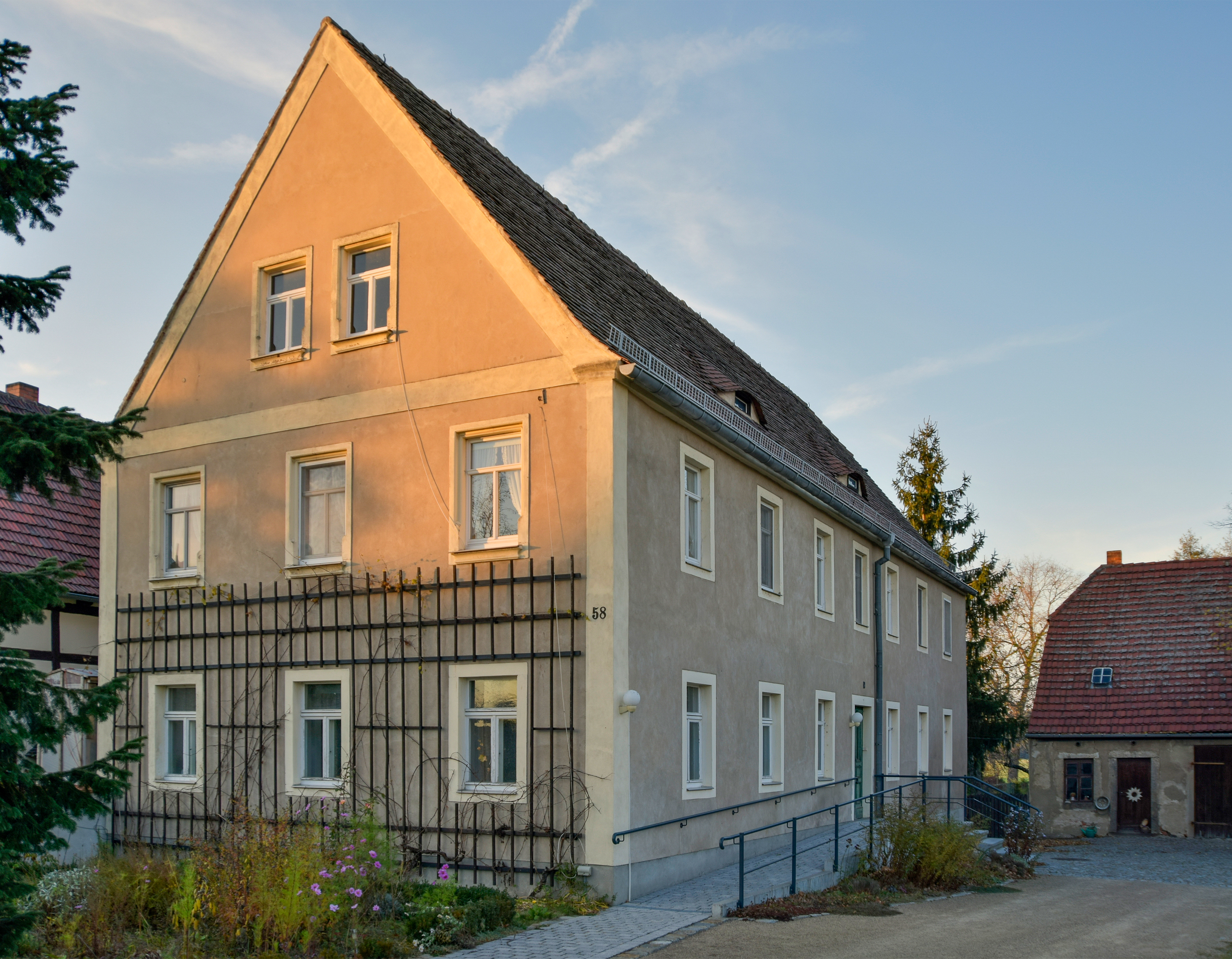
Gemeindezentrum Zabeltitz

Zabeltitz gehört seit 2021 zur Ev.-Luth. Kirchgemeinde Großenhainer Land. Für Gottesdienste wird die St.-Georgen-Kirche ebenso genutzt, wie das Erdgeschoss des ehemaligen Pfarrhauses, welches auch als Gemeindezentrum für den Kirchenchor, die Christenlehre und sonstige Veranstaltungen dient. Die Gottesdienste finden unregelmäßig, jedoch meist einmal monatlich statt.

## Politik

### Ortschaftsrat
Seit der Eingemeindung nach Großenhain wird Zabeltitz zusammen mit Treugeböhla von einem Ortschaftsrat aus fünf Mitgliedern, seit 2019 unter dem Vorsitz Marek Börners, in der Stadt Großenhain vertreten. Er berät den Stadtrat bei Themen, die Zabeltitz und Treugeböhla betreffen.

### Wappen

Wappen von Zabeltitz

Das Wappen von Zabeltitz wurde in den 1990er Jahren von Helmut Enger für die Gemeinde Zabeltitz erstellt. Nach deren Eingemeindung nach Großenhain 2010 hat es nur noch symbolische Bedeutung für die Zabeltitzer Bevölkerung.
Das Wappen besteht aus einem unteren und einem oberen Teil. Der untere Teil zeigt zwei weiße Pfähle auf rotem Grund. Sie beziehen sich auf die Gründung der Wasserburg auf dem sumpfigen Gebiet des heutigen Zabeltitzes. Der obere Teil zeigt einen weißen Pflug auf grünem Grund und einen grünen Haselnusszweig auf weißem Grund. Tatsächlich gezeichnet wurde jedoch ein Lindenzweig, ein versehentlicher Fehler des Zeichners Sievert. Diese Symbole entstammen der Libussa-Sage, die als Ausgangspunkt der Familie von Pflugk gilt. Rot und weiß sind die Farben von Zabeltitz, grün und weiß die Sachsens.

## Wirtschaft und Infrastruktur

### Unternehmen
Der Supermarkt Nah & Gut und die Bäckerei Haase versorgen Zabeltitz mit Lebensmitteln. Das 3-Sterne-Gasthaus Pension Alte Schmiede und die Parkschänke Zabeltitz bieten Touristen eine Herberge. Der Zabeltitzer Betreiber der Dresdner Käseglocke René Werft keltert seine Fruchtweine und Liköre in Zabeltitz.

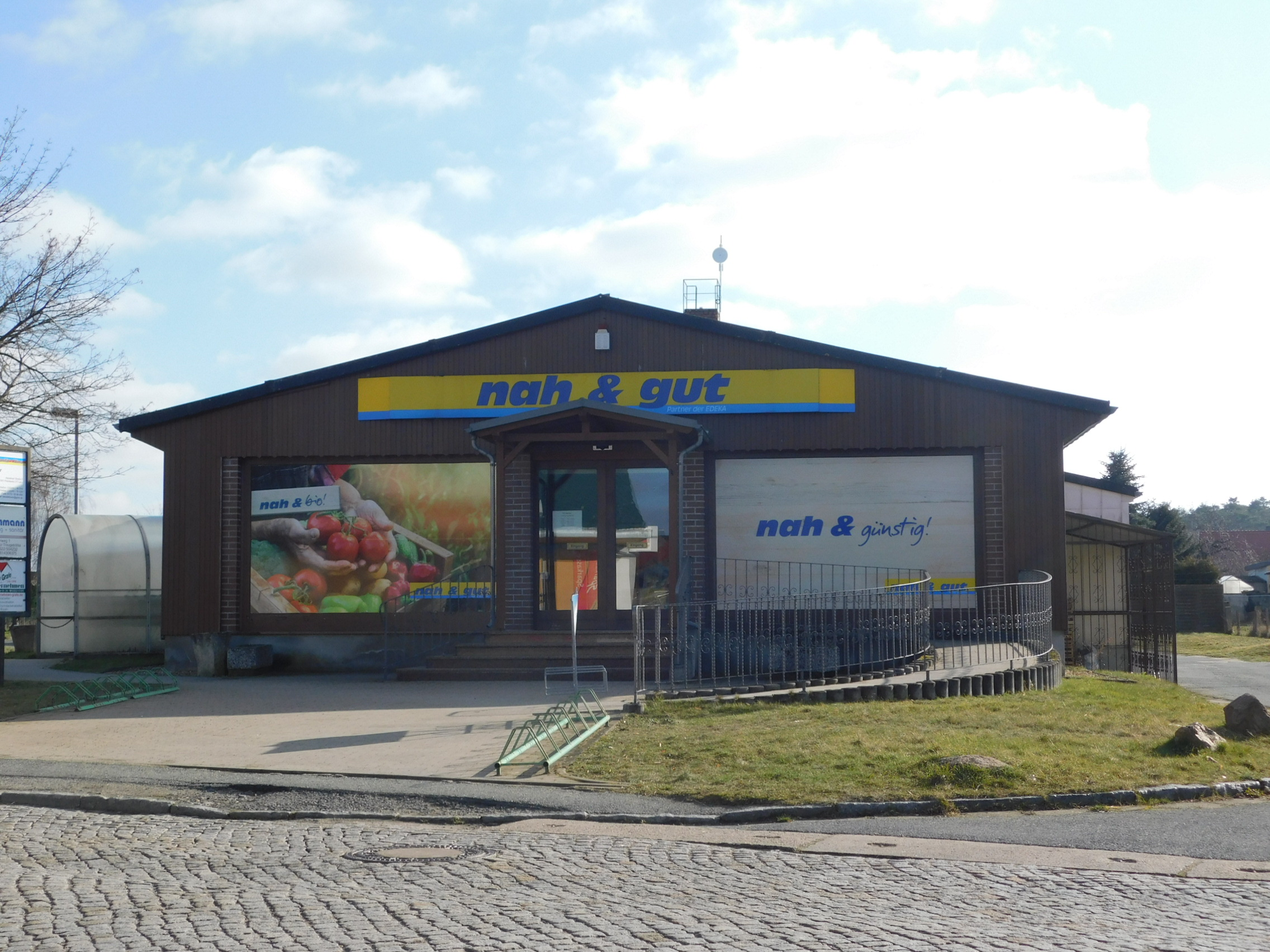
Nah & Gut
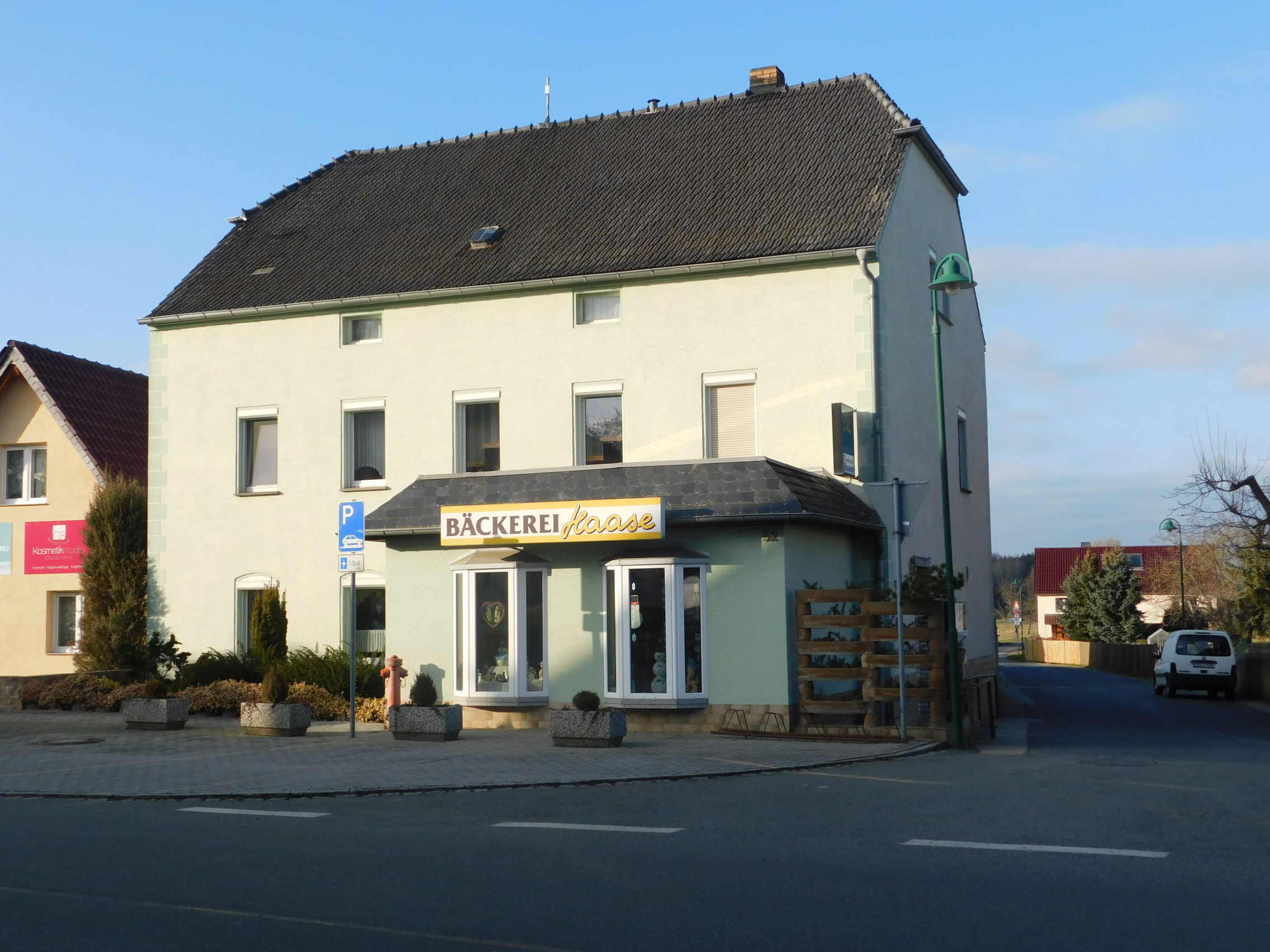
Bäckerei Haase
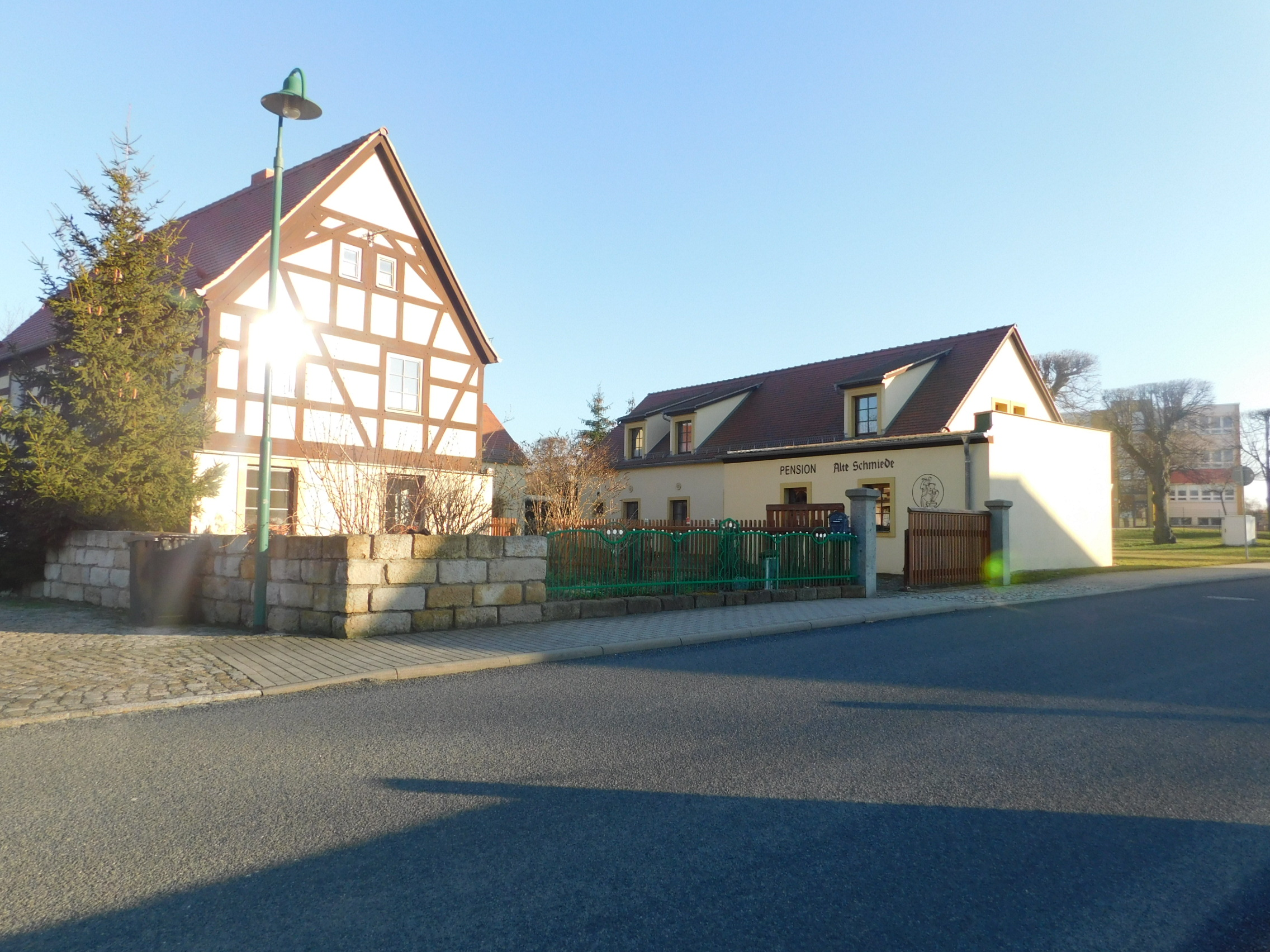
Pension Alte Schmiede
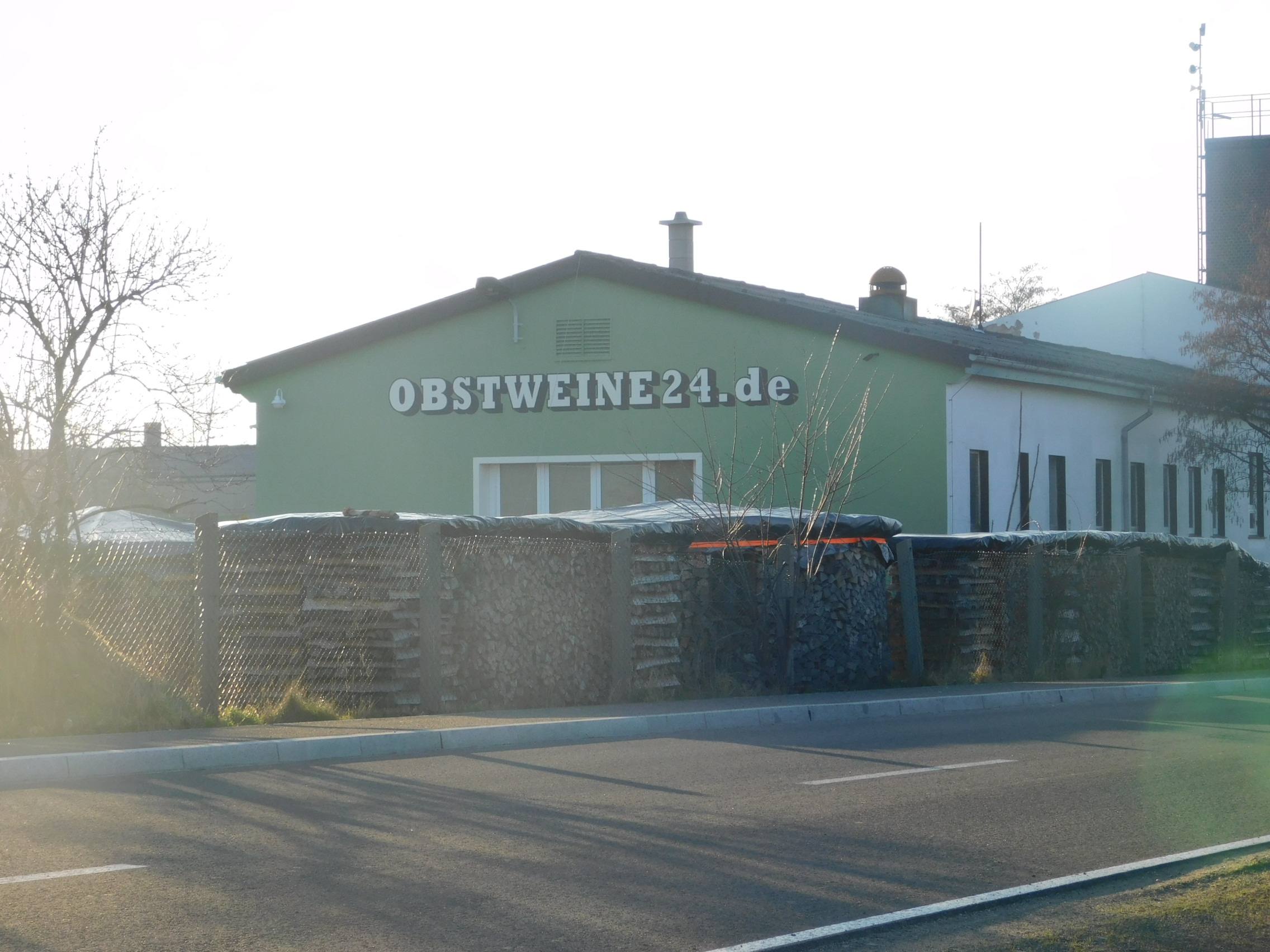
Obstweinkelterei von René Werft

### Bildung

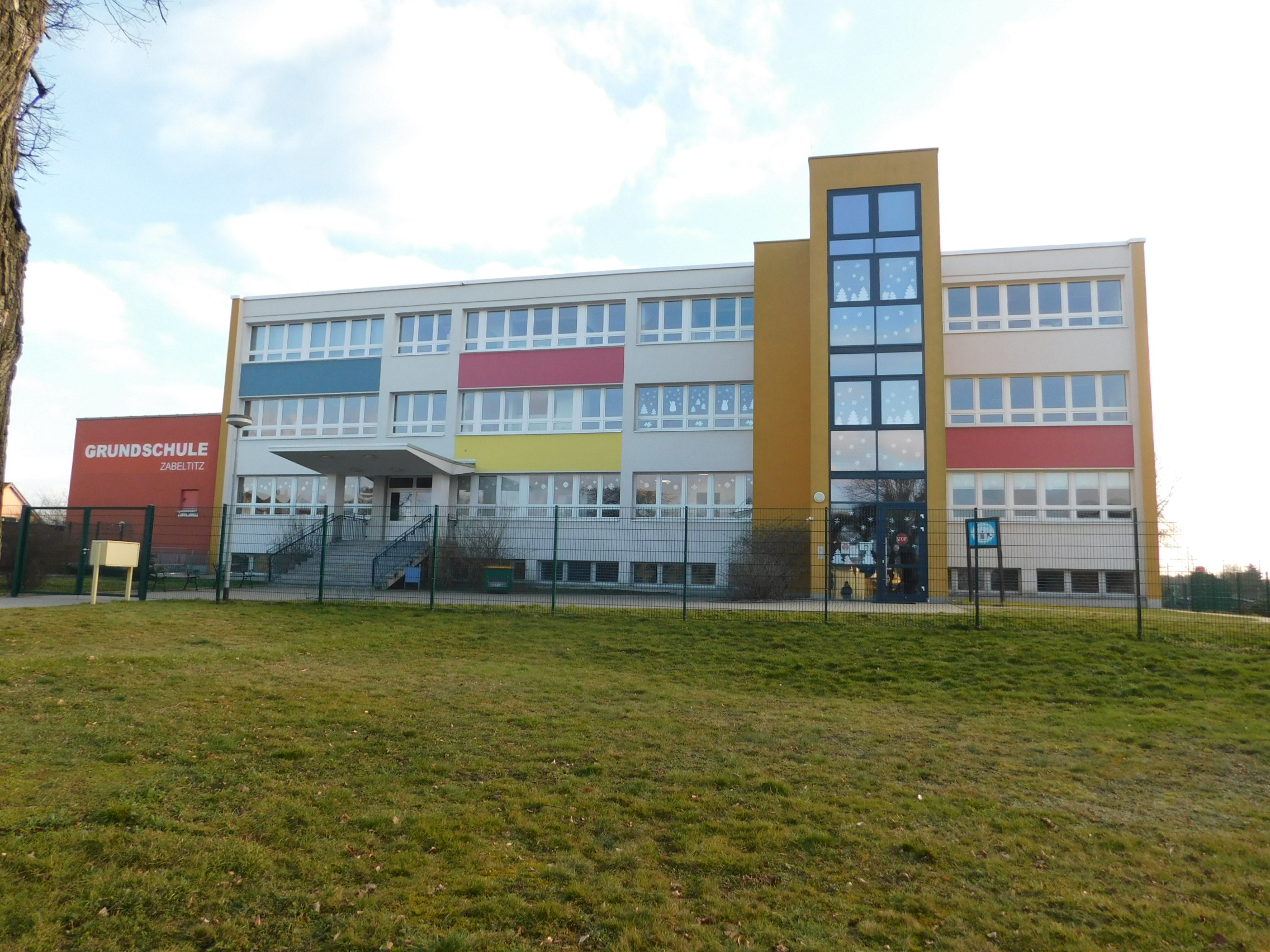
Grundschule Zabeltitz

Zabeltitz besitzt eine Grundschule. Sie wurde am 3. Oktober 1975 als Polytechnische Oberschule eingeweiht.

### Verkehr
Individualverkehr
Die Bundesstraßen B 101 und B 98 führen an Zabeltitz vorbei, wobei Zabeltitz über die B 98 auch von der Autobahn A 13 erreichbar ist. An allen drei Fernstraßen wird mit Hilfe von touristischen Hinweistafeln auf den Barockgarten aufmerksam gemacht. Ein Parkleitsystem weist den Weg zu den Parkplätzen in der Nähe des Barockgartens.

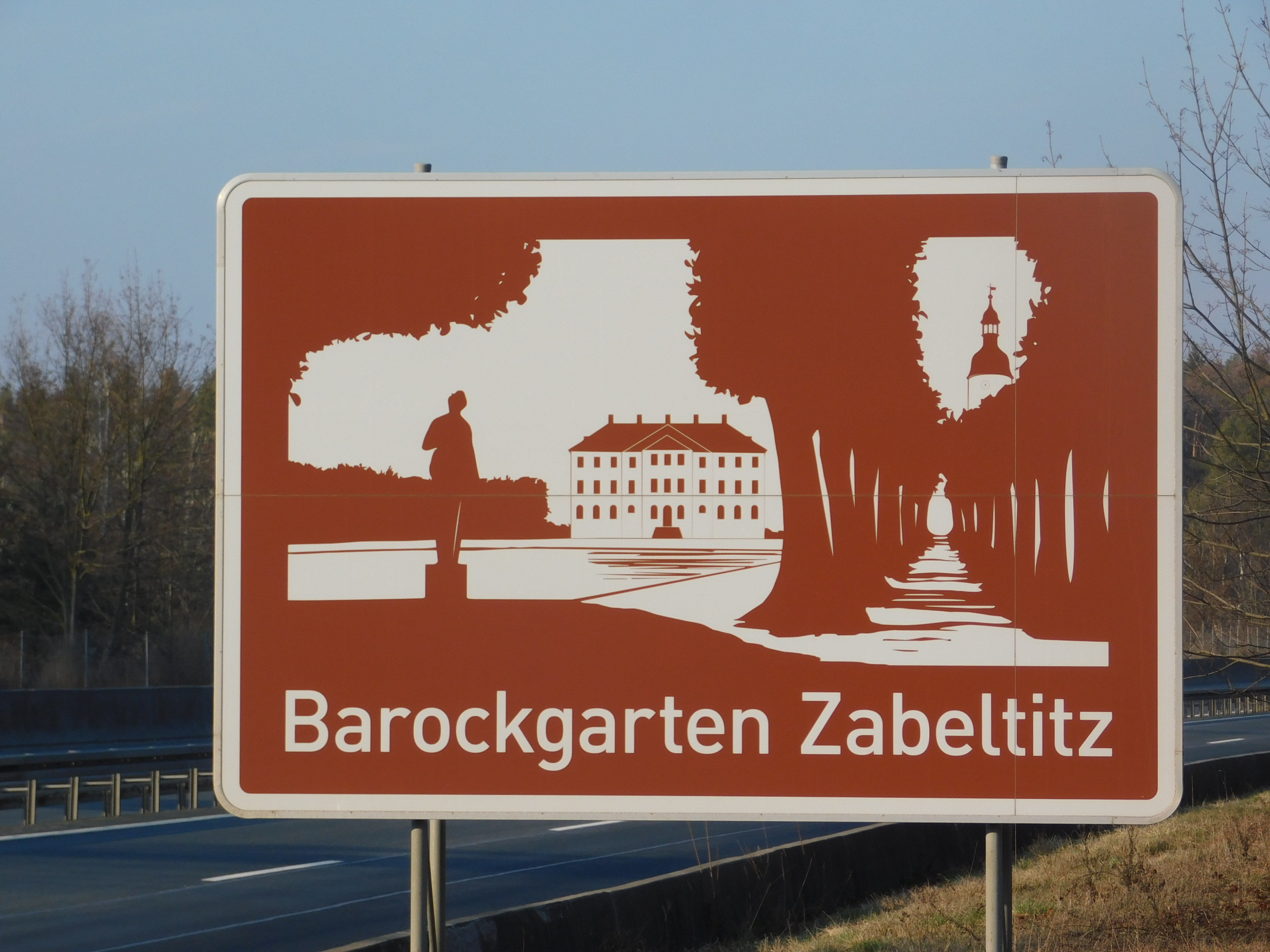
Touristische Hinweistafel an der A 13
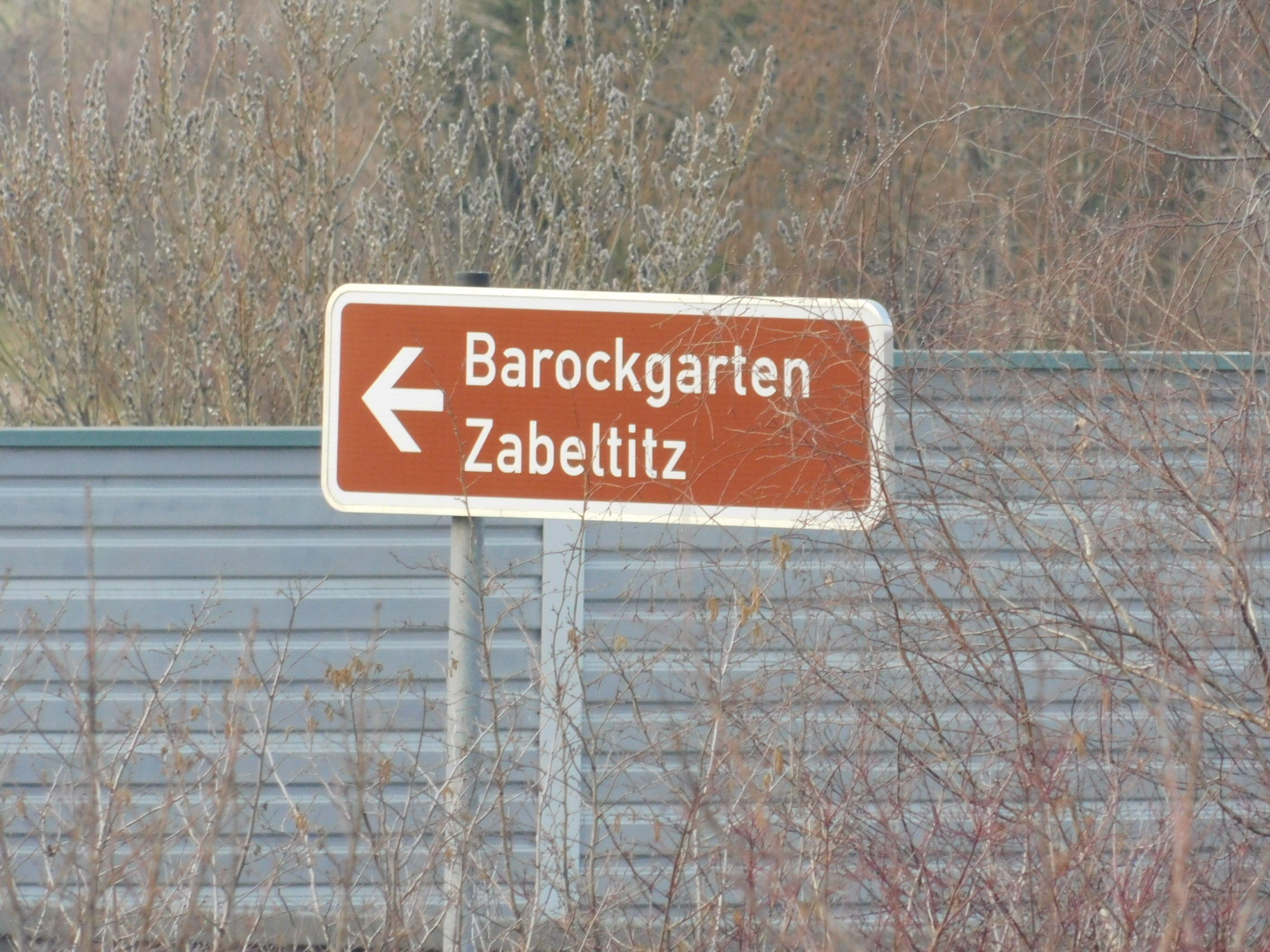
Touristisches Hinweisschild an der Kreuzung zwischen B 98 und B 101 in Großenhain
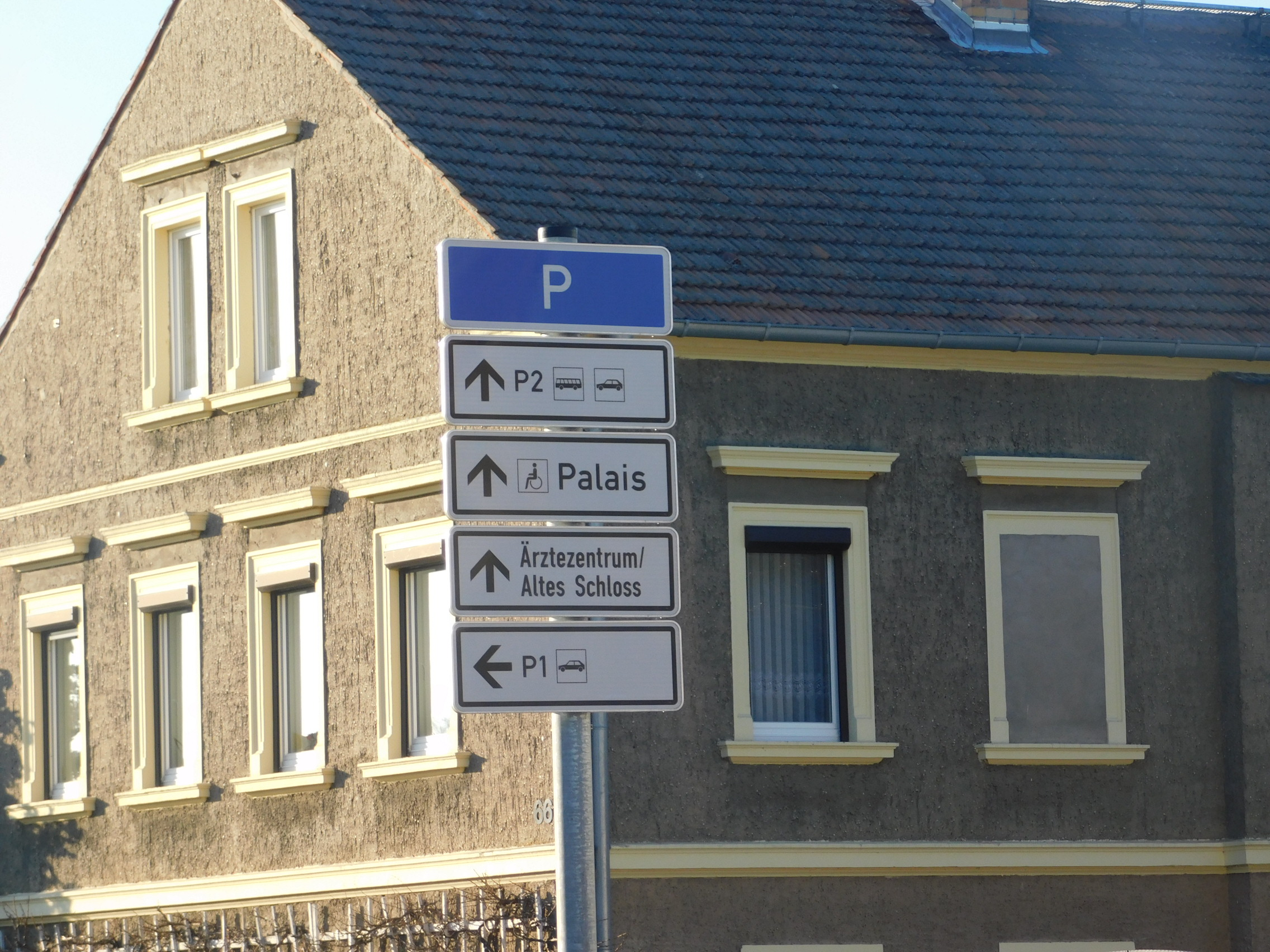
Parkleitsystem in Zabeltitz

Schienenverkehr

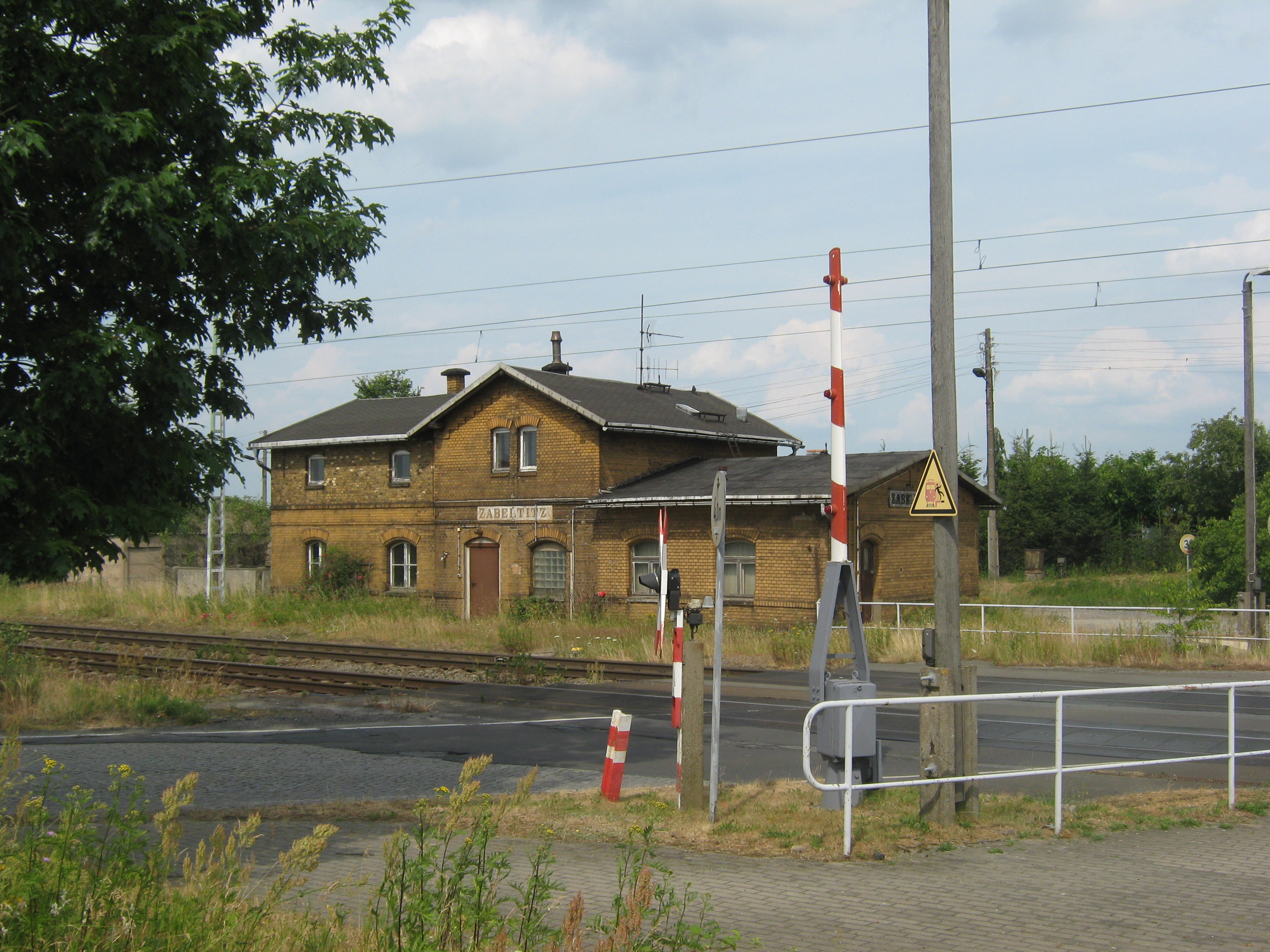
Haltepunkt Zabeltitz (bis Ende 2014)

Seit 1875 besitzt Zabeltitz einen Bahnhof (inzwischen Haltepunkt) an der im gleichen Jahr eröffneten Bahnstrecke Berlin–Dresden, der sich etwa einen Kilometer östlich der Ortsmitte befindet. Aktuell hält an jenem Haltepunkt zweistündlich die Regionalbahnlinie RB 31 zwischen Elsterwerda-Biehla und Dresden Hbf. Ab dem Fahrplanjahr 2027 soll diese Regionalbahnlinie durch eine neue, stündlich verkehrende S-Bahn-Linie S 6 der S-Bahn Dresden ersetzt werden. Ab 2029 soll der Bahnübergang durch eine Straßenüberführung ersetzt werden, wodurch auf der Bahnstrecke eine Maximalgeschwindigkeit von 200 km/h erreicht wird.
Öffentlicher Nahverkehr
Von Montag bis Freitag ist die Ortsmitte durch die Buslinien 461 zwischen Großenhain und Gröditz und 467 zwischen Großenhain und Strauch an den Haltestellen „Bauernmuseum“, „Schule“ und „Barockgarten“ erreichbar. Die Buslinie 467 bedient auch den Bahnhof.

## Trivia
In der Filmkomödie Karbid und Sauerampfer trampt Kalle von Wittenberge nach Dresden. Dabei wird er von einem seiner Fahrer gebeten, eine Trauerrede zu halten. Er erfüllt ihm diesen Wunsch mit der Bedingung, ihn danach in Zabeltitz abzusetzen. Später wird Zabeltitz nicht mehr erwähnt.

## Persönlichkeiten
- Nickel Pflugk (1526–1580), Besitzer von Zabeltitz, erbaute das Palais und die St.-Georgen-Kirche, beigesetzt in Zabeltitz
- Paul Buchner (1531–1607), Architekt des Alten Schlosses
- Margarethe von Schönberg, geborene von Pflugk (unbekannt–1580), Adlige und Wohltäterin
- Christian I. (1560–1591), Besitzer von Zabeltitz, erbaute das Alte Schloss
- Christian II. (1583–1611), Besitzer von Zabeltitz
- Johann Georg II. (1613–1680), Besitzer von Zabeltitz
- Johann Georg Rachalß (1630–1671), Förster
- Christoph Friedrich Bucher (1651–1716), evangelischer Pfarrer
- August Christoph von Wackerbarth (1662–1734), Besitzer von Zabeltitz, erbaute den Barockgarten, beigesetzt in der St.-Georgen-Kirche
- Johann Christoph Knöffel (1686–1752), Architekt des Barockgartens
- Joseph Anton Gabaleon von Wackerbarth-Salmour (1685–1761), Besitzer von Zabeltitz
- Franz Xaver von Sachsen (1730–1806), Besitzer von Zabeltitz, baute den Barockgarten aus, lebte zuletzt auf Schloss Zabeltitz
- Carl Adolph Terscheck (1782–1869), Botaniker, erhielt seine Ausbildung 1797–1800 im Zabeltitzer Schlossgarten
- Karl Andreas Geyer (1809–1853), Botaniker
- Rudolf von Leuthold (1832–1905), Sanitätsoffizier und Hochschullehrer